# De Havilland Aircraft Company
Vous lisez un « bon article » labellisé en 2025.
Pour les articles homonymes, voir de Havilland.
Cet article concerne le constructeur aéronautique. Pour la manufacture de porcelaine, voir Haviland.
La de Havilland Aircraft Company est un constructeur aéronautique britannique historique. L'entreprise est fondée en 1920 par l'industriel Geoffrey de Havilland, qui a conçu plus d'une centaine d'avions au cours de sa vie, et dont la carrière s'étend des balbutiements de l'aéronautique à l'ère du jet. L'entreprise est basée d'abord à l'aérodrome de Stag Lane, au nord-ouest de Londres, puis déménage son usine à Hatfield, dans le Hertfordshire. Le fondateur reste à la tête de l'entreprise jusqu'à son rachat par Hawker Siddeley en 1960.
Dans les années 1920 et 1930, l'entreprise est surtout connue pour ses avions d'entraînement (elle est à l'origine du Tiger Moth, avion-école standard des armées du Commonwealth durant la Seconde Guerre mondiale), mais aussi pour des avions de ligne et des appareils de course. Ses créations sont associées à plusieurs records et premières. Durant la Seconde Guerre mondiale, elle réalise le Mosquito, bombardier rapide bimoteur, un des appareils les plus emblématiques du conflit. Après-guerre, elle réalise des chasseurs à réaction, et surtout, elle marque l'histoire de l'aviation en mettant sur le marché le Comet, le premier avion de ligne à réaction admis en service régulier.
La société crée des filiales dans le Commonwealth, dont l'une, de Havilland Canada, devient ensuite en son nom propre un constructeur réputé, notamment dans le domaine des avions de brousse. La volonté d'autonomie industrielle du fondateur l'amène à créer une filiale spécialisée dans les moteurs, et une autre dans les hélices. Cette dernière se diversifie ensuite dans les fusées et les missiles. Si l'entreprise a disparu en tant que telle, certains aspects de son héritage industriel survivent, comme dans l'activité missile de BAE Systems.

## Histoire

### Avant 1920

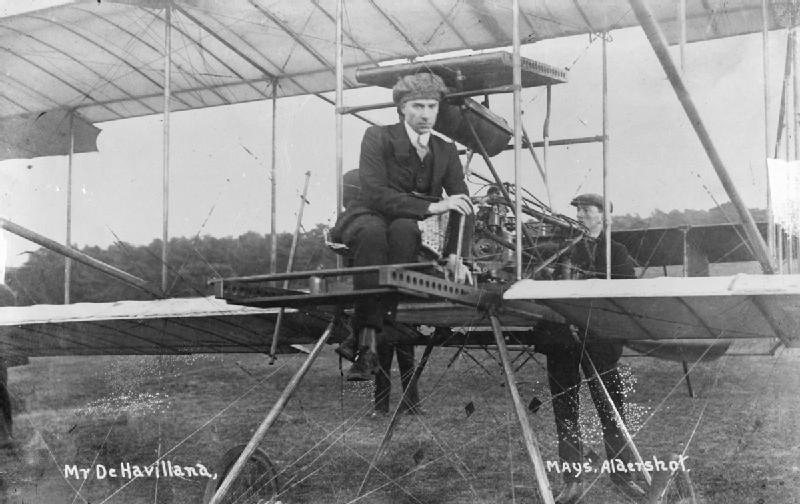
Geoffrey de Havilland en 1911.

Jeune ingénieur, Geoffrey de Havilland (1882-1965) travaille d'abord dans la motorisation automobile et motocycliste avant de s'intéresser à l'aviation. Il fait voler un avion biplan de sa construction en 1910, et apprend à piloter avec. Ses travaux remarqués lui permettent d'être embauché par un établissement militaire, le British Army’s Balloon Factory, qui devient le Royal Aircraft Factory (ancêtre du Royal Aircraft Establishment) en 1912. Le deuxième biplan réalisé par le jeune ingénieur, racheté par son nouvel employeur et renommé F.E.1 (en), devient le premier avion enregistré dans cette institution de la couronne.
Après une brève mobilisation durant la Première Guerre mondiale (il quitte le front à cause d'une blessure), il rejoint la société Airco, où il est à la tête de la conception d'avions. Les appareils qu'il conçoit pendant cette période sont déjà désignés par ses initiales, DH.

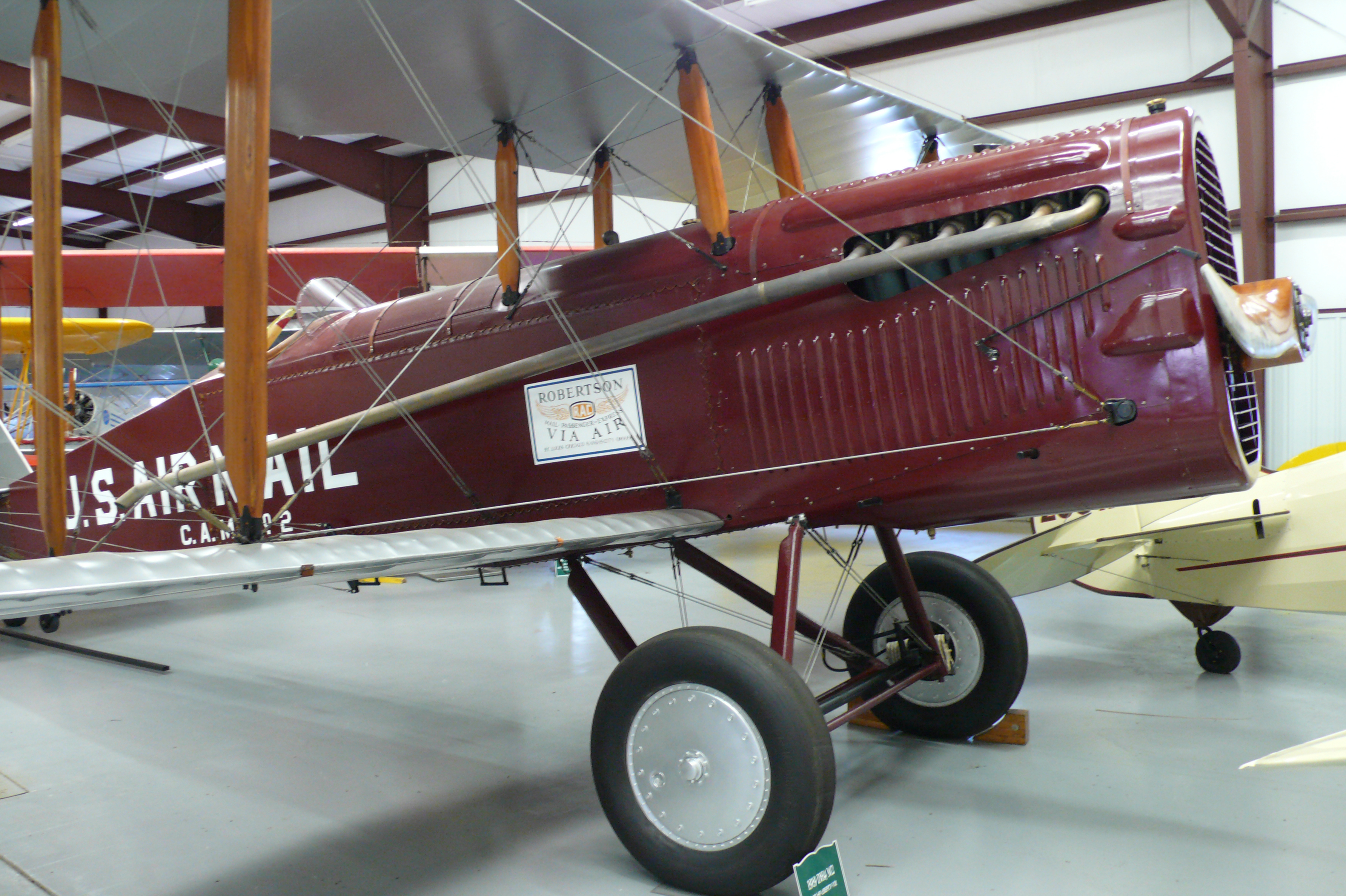
Un DH.4 dans sa livrée d'avion postal.

Le Airco DH.4, bombardier biplan monomoteur, est l'un des avions les plus importants de la Première Guerre mondiale. Il est construit à plus de 6 000 exemplaires, principalement sous licence, aux États-Unis. C'est d'ailleurs le seul avion construit aux USA qui participe activement aux combats de la Première Guerre mondiale. Les avions conçus par de Havilland représentent environ un tiers des appareils alignés côté allié pendant la guerre. Après celle-ci, de nombreux DH.4 surnuméraires sont mis en vente. Certains équipent des pays qui mettent en place leur propre armée de l'air, comme le Mexique ou l'Iran, tandis que d'autres sont convertis en avions postaux. Cela contribue à faire du DH.4 un des avions les plus connus dans le monde à cette époque.
À la fin de la guerre, Airco emploie 4 400 personnes ; c'est la plus grande entreprise aéronautique du monde. Avec l'armistice, les commandes militaires s'arrêtent brusquement. Airco propose quelques avions pour le marché civil, et crée une filiale spécialisée dans le transport aérien de passagers. Le DH.16 (en), basé sur le bombardier DH.9A, transporte quatre passagers dans une cabine fermée, il assure une liaison vers Paris dès 1919. Cependant, ces appareils ne sont produits qu'en tout petit nombre, insuffisants pour rentabiliser les infrastructures industrielles d'Airco, qui fait faillite. Une autre société, la Birmingham Small Arms Company, rachète la compagnie. Le repreneur n'a pas l'intention de continuer l'activité aéronautique de Airco : le rachat vise à récupérer les usines, les machines et une partie du personnel pour ses propres productions, notamment dans le domaine des motocyclettes,.

### Les années 1920 et 1930

#### Création d'une nouvelle entreprise
De Havilland décide alors de créer une nouvelle entreprise, sous son propre nom. Il a pour cela le soutien de l'ancien directeur d'Airco, George Holt Thomas (en), que sa santé dissuade cependant de s'impliquer directement. Les statuts de la nouvelle entreprise, de Havilland Aircraft Company, sont déposés le 25 septembre 1920. Il embauche plusieurs cadres d'Airco, dont des ingénieurs qui avaient déjà travaillé à ses côtés pendant la guerre, ainsi que le directeur commercial et le directeur financier d'Airco. Plusieurs membres de cette équipe resteront aux côtés de de Havilland pour des dizaines d'années. Il rachète aussi des machines de l'usine Airco. Il s'endette personnellement pour 20 000 livres pour l'opération. Son usine se situe dans l'enceinte de l'aérodrome de Stag Lane, à Edgware. Il s'agit d'un aérodrome créé en 1915 par une entreprise qui donnait des cours de pilotage, et abandonné après la révocation de sa licence d'exploitation en 1919.

#### La famille Moth
Le de Havilland DH.60 Moth, qui vole en 1925, est un biplan monomoteur conçu comme avion de tourisme et d'entraînement. Sa construction se veut simple et bon marché, la structure est entièrement en bois et les surfaces sont toilées. Cet avion est le premier grand succès commercial de la nouvelle entité, et est à l'origine de toute une famille d'appareils qui évolue jusqu'à la Seconde Guerre mondiale. Il est utilisé pour l'instruction au pilotage et l'aviation générale, aussi bien par les civils que par les militaires. Parmi les nombreux dérivés Moth, le plus produit est de loin le DH.82 Tiger Moth (premier vol en 1931) avec plus de 8 000 exemplaires. Ce sont les appareils d’entraînement basique standard des armées de l'air du Commonwealth. Le nom « Moth » (mite), inspiré par la passion de Geoffrey de Havilland pour les insectes, est appliqué à des avions assez différents les uns des autres. Outre les biplans destinés avant tout à la formation (DH.60 Moth, DH.82 Tiger Moth), on trouve aussi sous ce nom des dérivés des précédents dotés d'une cabine pour trois ou quatre passagers (DH.61 Giant Moth, DH.83 Fox Moth), ainsi que monoplans à aile haute DH.80 Puss Moth et DH.85 Leopard Moth. Ces avions donnent naissance à nombre de versions modifiées selon les besoins et les contraintes des utilisateurs.
Environ 25 armées de l'air différentes utilisent, à divers moments, le Tiger Moth comme avion d’entraînement et une part importante des pilotes de la Seconde Guerre mondiale ont pris leurs premiers cours de pilotage sur ces avions,. À l'aube de la guerre, la plupart des élèves-pilotes de la Royal Air Force suivent leurs premiers cours et font leurs premiers vols solo sur Tiger Moth, avant de passer sur un avion plus performant, au comportement plus proche de celui d'un chasseur, comme le Harvard, pour la suite de leur formation.

### Courses et records

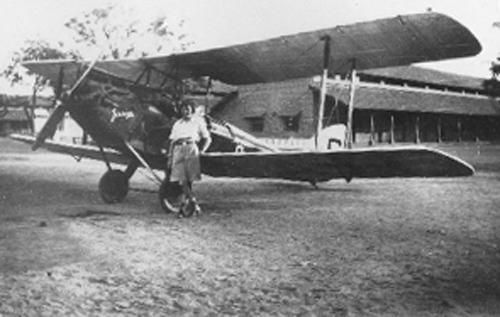
Amy Johnson posant devant son Moth.

Les Moth sont également populaires auprès des pilotes privés et associés à des records. Par exemple, en 1930, c'est avec un DH.60 Gipsy Moth que Amy Johnson devient la première femme à voler seule de la Grande-Bretagne à l'Australie. De Havilland est très investi dans le domaine de l'aviation sportive. Pour la course aérienne Londres-Melbourne 1934, de Havilland developpe le DH.88 Comet. Ce bimoteur construit en bois, fabriqué à seulement cinq exemplaires, est alors l'un des avions les plus rapides du monde. de Havilland perd délibérément de l'argent sur la vente de ces appareils, comptant sur leur effet publicitaire pour le constructeur. L'un des Comet engagés remporte la course. En plus de son palmarès sportif, l'avion introduit aussi des technologies nouvelles pour de Havilland. En particulier, il utilise une hélice à pas variable, chose encore très peu répandue à l'époque. Constatant les avantages de ce type d'hélices, de Havilland achète une licence auprès de l'entreprise américaine Hamilton Standard, et met sur pied sa propre production.

#### Expansion de l'entreprise
Le succès considérable des appareils de la famille Moth permet une forte croissance de l'entreprise à la fin des années 1920 et au début des années 1930. Des accords pour la production sous licence de ces biplans sont signés avec des constructeurs étrangers. Aux États-Unis, des investisseurs créent spécifiquement dans ce but une entreprise appelée Moth Aircraft Corporation en 1928. Elle possède une usine jouxtant l'aéroport de Lowell, et possède une licence exclusive pour l'Amérique du Nord. L'expérience est cependant de courte durée, car l'entreprise est rachetée par Curtiss-Wright qui décide d'arrêter la production des Moth au profit du Travel Air 2000, un avion de même catégorie développé par une autre société rachetée également par Curtiss. En France, Morane-Saulnier signe une licence qui lui permet de produire le DH.60 sous l'appellation MS.60. Une autre licence de production est accordée à une usine dépendant de l'armée de l'air norvégienne.
Les filiales De Havilland Australie et De Havilland Canada sont créées (en 1927 et 1928 respectivement) pour produire les avions de la famille Moth pour ces pays, principalement pour leurs armées de l'air respectives. En 1928, l'entreprise, jusque-là à capitaux privés, entre en bourse. La production se développant, l'usine de Stag Lane devient trop petite, et elle se trouve dans une zone qui s'urbanise rapidement. La production déménage dans une nouvelle usine, à Hatfield, en 1932. La production de moteurs reste à Stag Lane.

#### Choix techniques
Alors que la tendance générale dans les années 1920 et surtout 1930 est de réduire la part du bois dans la construction des avions, au profit des métaux, notamment des alliages d'aluminium qui deviennent de plus en performants, de Havilland tend à résister à cette tendance et à continuer à favoriser la construction traditionnelle en bois toilé. Il fait cependant des exceptions à cette préférence, en particulier dans la conception du DH.66 Hercules, un avion postal trimoteur destiné aux climats tropicaux, dans lesquels les structures en bois vieillissent très mal. Cet appareil, le plus gros conçu par de Havilland depuis la fin du premier conflit mondial, assure à partir de 1926 des liaisons entre le Moyen-Orient et l'Inde. Par la suite, il vole aussi en Afrique et en Australie.
Une autre caractéristique commune à la majorité des avions de Havilland se situe dans la conception des trains d'atterrissage : pour amortir les chocs à l'atterrissage, ils utilisent un empilement de disques de caoutchouc montés le long d'un axe. Ces amortisseurs élastomériques se retrouvent sur le Mosquito, et même sur des avions d'après-guerre comme le Dove,.

#### Avions de ligne
Un autre succès commercial de l'entre-deux-guerres pour de Havilland est représenté par les avions de ligne biplans et bimoteurs DH.84 Dragon et surtout DH.89 Dragon Rapide. 728 Dragon Rapide sont produits à partir de 1934, chiffre considérable pour un avion civil de cette époque. La conception du Dragon inspire également un appareil plus massif, quadrimoteur, le DH.86 Express, conçu à la demande de Qantas, qui souhaitait un avion pour relier Singapour et l'Australie. Le DH.90 Dragonfly, plus petit, sert surtout d'avion privé.
À la fin des années 1930, cependant, ces deux appareils, et plus largement, les avions de ligne produits au Royaume-Uni, deviennent obsolètes par rapport aux nouveaux monoplans entièrement métalliques proposés par les constructeurs américains (Boeing 247, Douglas DC-2, Lockheed L-10 Electra notamment). De Havilland développe deux nouveaux avions de ligne. L'un, l'Albatross, reste fidèle à la construction à base de laminé de bois. C'est un quadrimoteur pour 22 passagers, dont les principes de construction préfigurent ceux du Mosquito. L'autre, le Flamingo, légèrement plus petit, représente au contraire une rupture avec les techniques auxquelles la société est habituée. Il est construit entièrement en alliage d'aluminium et utilise deux moteurs radiaux fournis par Bristol (des Perseus) plutôt que les moteurs en ligne (ou en V) développés en interne. Ces deux avions prometteurs ne sont cependant produits qu'en tout petit nombre, le déclenchement de la Seconde Guerre mondiale mettant un brusque arrêt aux programmes civils,.

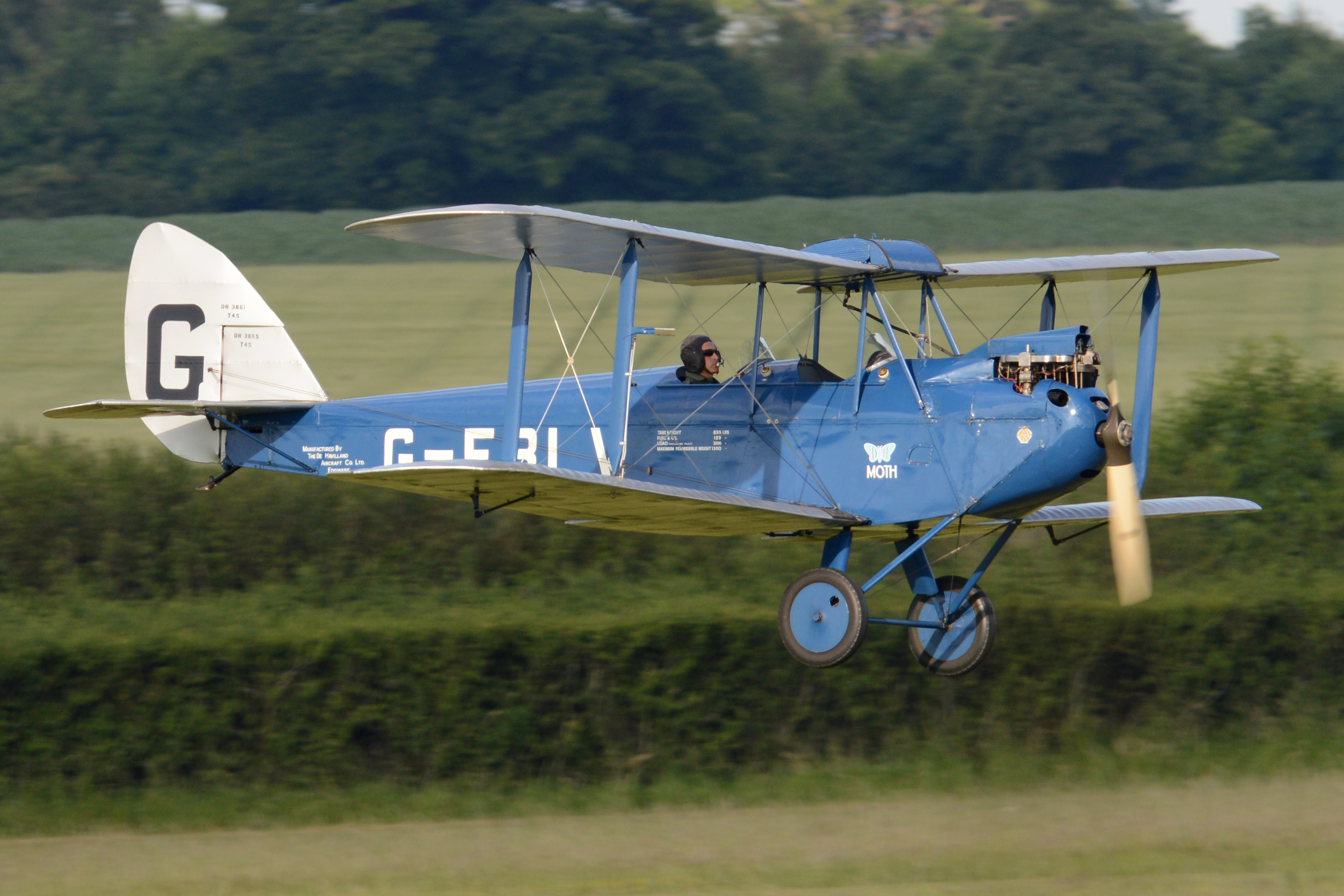
Un DH.60 Moth.
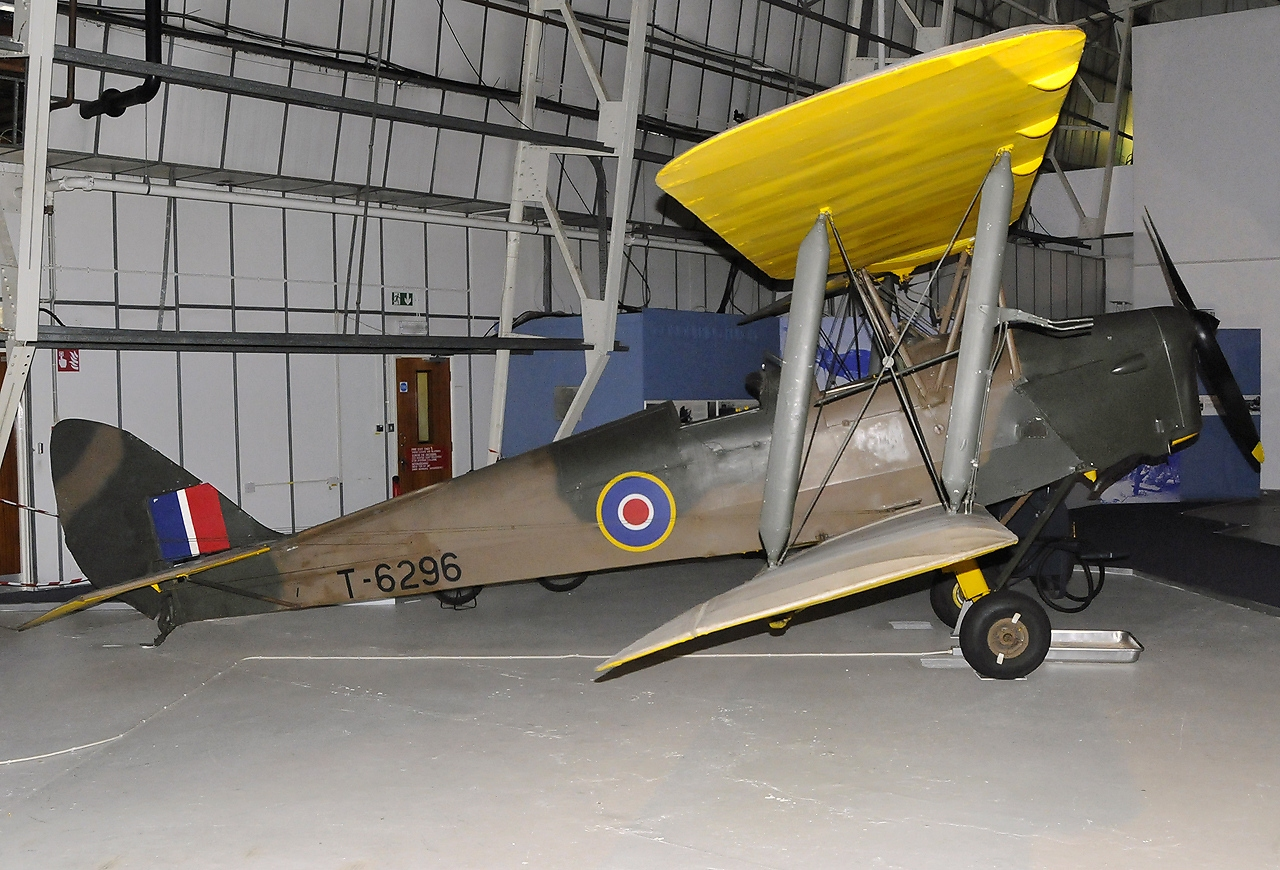
Un DH.82 Tiger Moth.
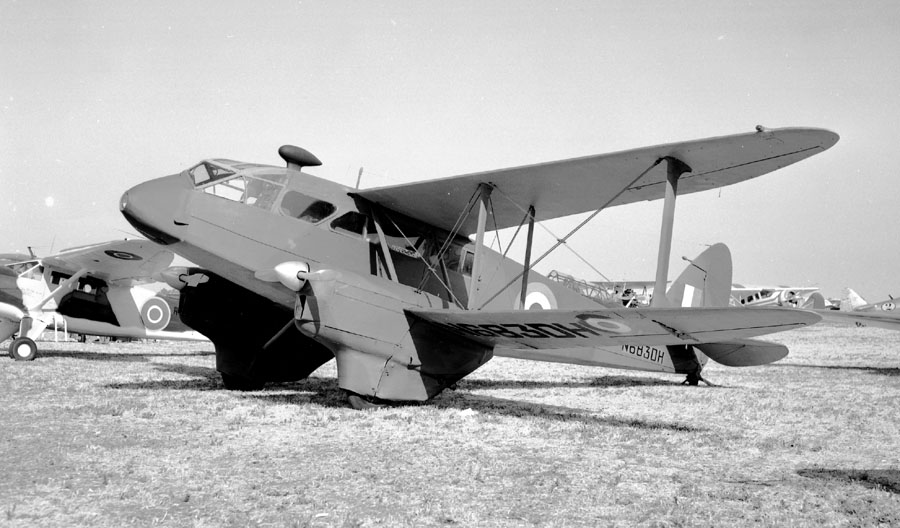
Un DH.89 Dragon Rapide.
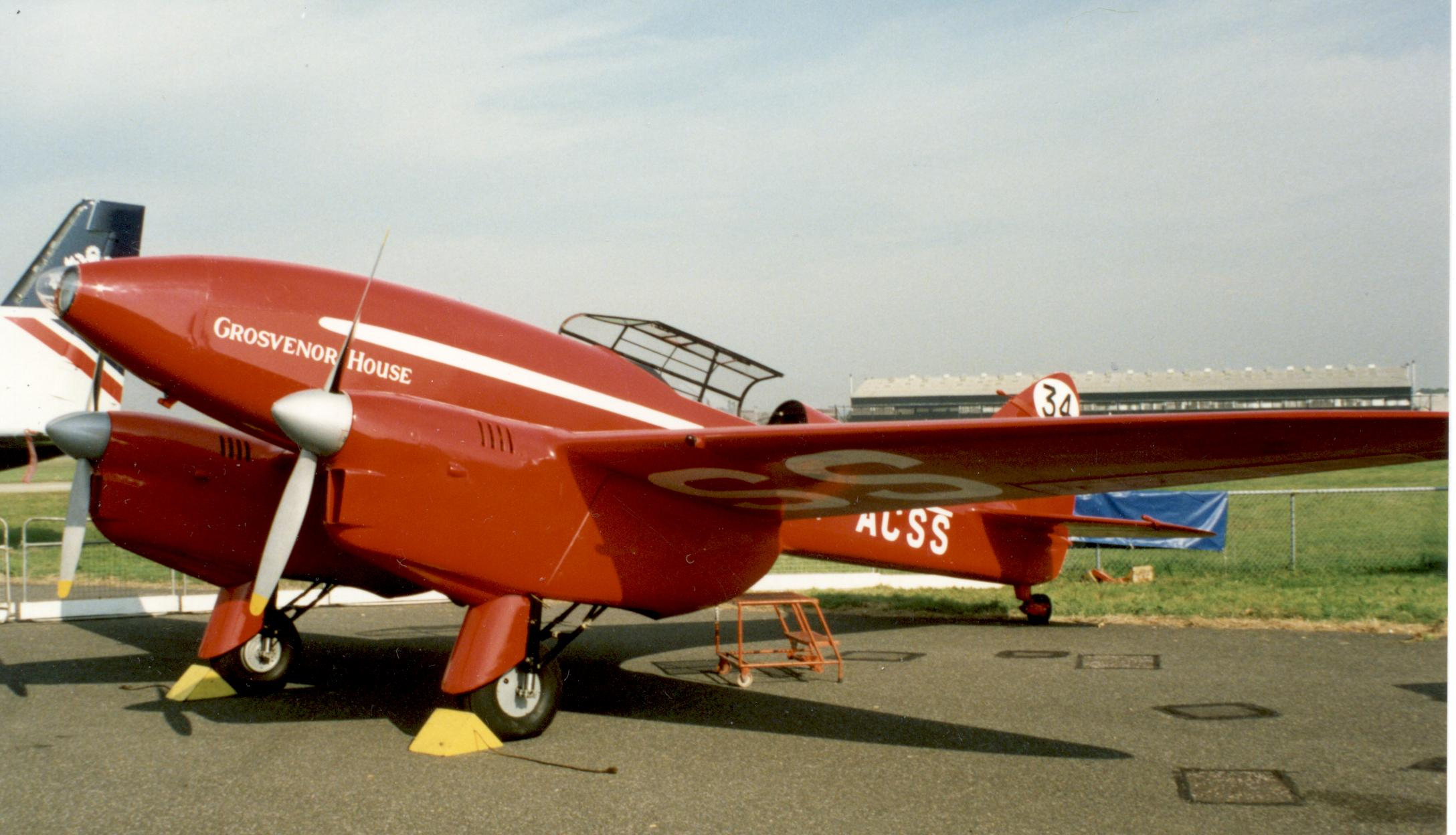
Avion de course DH.88.
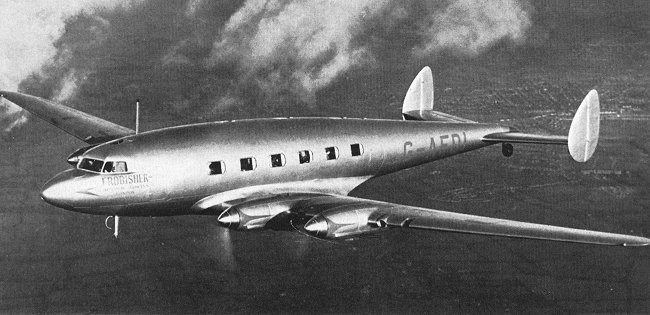
Un DH.91 Albatross.

### La Seconde Guerre mondiale
Comme toute l'industrie aéronautique britannique, les établissements de Havilland sont massivement mobilisés pour l'effort de guerre, et deviennent aussi une cible de l'aviation allemande pendant la Bataille d'Angleterre. L'usine d'Hatfield est considérablement endommagée par les bombes d'un Junkers Ju 88 en octobre 1940. Il y a 21 morts et des dégâts matériels considérables, cependant l'usine n'était pas le véritable objectif de cette mission. En janvier 1943, à l'aide de l'agent double Eddie Chapman, les services britanniques mettent en scène un faux sabotage de l'usine d'Hatfield, faisant croire qu'une bombe l'a très gravement endommagée, ce qui l'écarte de la liste des cibles prioritaires de la Luftwaffe.

#### Production massive du Tiger Moth
La production du Tiger Moth, qui avait déjà monté en cadence à la fin des années 1930, est considérablement accélérée avec le début de la Seconde Guerre mondiale, pour répondre à la demande des écoles de pilotage du Commonwealth qui doivent former un grand nombre de nouvelles recrues. 1 424 Tiger Moth avaient été produits avant le conflit, en incluant la production des filiales canadienne et australienne. Quand la production du modèle prend fin en 1944, un total de 8 868 unités sont sorties d'usine. La moitié de la production du type pendant la guerre est effectuée sous licence dans une usine Morris Motor Company, convertie pour l'occasion, l'usine d'Oxford. Outre leur rôle d'avion-école, des Tiger Moth sont aussi utilisés pour la surveillance du littoral britannique au début de la guerre, guettant les incursions de U-boot. Il est même prévu, dans le cadre de l'opération Banquet, d'équiper les Tiger Moth de bombes pour les utiliser dans un rôle d'attaque au sol pour repousser un éventuel débarquement allemand. Les Tiger Moth restent en service dans la RAF jusqu'en 1959, beaucoup sont ensuite revendus sur le marché civil et de nombreux exemplaires sont encore en circulation dans les années 2020.
Outre le Tiger Moth, de Havilland produit aussi dans son usine de Stag Lane un autre avion d'entrainement, qui n'est pas de sa conception : le Airspeed AS.10 Oxford, pour environ 1500 exemplaires. C'est un bimoteur, utilisé principalement pour la transition des pilotes vers les multimoteurs, l'entraînement des bombardiers, des navigateurs, des radio-opérateurs et des mitrailleurs.

#### Le Mosquito
De Havilland développe aussi un bombardier tout à fait remarquable, le DH.98 Mosquito. Le « mossie » est construit presque entièrement en bois, décision motivée en partie par la pénurie d'aluminium et par la possibilité de mobiliser des catégories de main-d'oeuvre moins sollicitées jusque-là. Ce bombardier bimoteur est l'incarnation la plus accomplie du concept de Schnellbomber. Il est dépourvu de blindage et d'armement défensif, et n'a que deux membres d'équipage, ce qui lui permet d'être un des avions les plus rapides de son époque. C'est sur sa vitesse, et sur sa vitesse ascensionnelle, qu'il compte pour échapper aux chasseurs allemands. Au total, 7 781 exemplaires du bombardier sont produits, dans huit usines différentes : les usines britanniques de de Havilland à Hatfield, Leavesden et Hawarden, les usines de ses filiales dans le commonwealth (à Toronto et Sydney), et, sous licences, celles de Standard Motors, Percival et Airspeed. Le Mosquito se révèle très polyvalent. Au-delà de son rôle initial de bombardier de précision, il est utilisé comme avion d'attaque en piqué, comme bombardier-torpilleur, comme chasseur de nuit, ou encore comme appareil de reconnaissance photographique. Il s'illustre dans des opérations de bombardement de précision très difficiles, comme l'Opération Jéricho (février 1944) visant une prison de la Gestapo à Amiens.
Surnommée « la merveille de bois » (wooden wonder) dans la RAF, le Mosquito devient vite un avion reconnu, y compris chez l'ennemi. Hermann Göring a la réputation d'être obsédé par le Mosquito, en particulier après qu'un raid mené par cet avion soit venu interrompre la célébration du dixième anniversaire du régime nazi (30 janvier 1943). L'Allemagne développe un avion très similaire, qui emprunte même son nom : le Focke-Wulf Ta 154 Moskito. Cet avion ne peut cependant être produit en nombre significatif avant la fin de la guerre. Outre la RAF, le de Havilland Mosquito est utilisé par les forces du Commonwealth, et par les armées de l'air en exil de la France, la Belgique et la Pologne. Il se mute aussi en avion postal pour la BOAC. Il est utilisé dans d'autres conflits après 1945, notamment en 1956 durant la crise du canal de Suez sous les couleurs israëliennes,.
Le 23 août 1943, deux Mosquito entrent en collision lors d'un vol d'essai, tuant tous leurs occupants. C'est un drame qui touche personnellement Geoffrey de Havilland et sa famille, car l'un des pilotes n'est autre que le cadet de ses trois fils, John de Havilland.

#### Prototypes
Deux autres avions militaires importants sont développés par l'entreprise pendant la guerre, sans avoir le temps d'y participer. Le De Havilland Hornet est un chasseur lourd, qui reprend les mêmes principes de construction que le Mosquito, il vole en juillet 1944 et entre en service en 1946. Le Vampire est le deuxième chasseur à réaction britannique (après le Gloster Meteor). Il commence ses essais en vol en septembre 1943 et entre aussi en service en 1946.

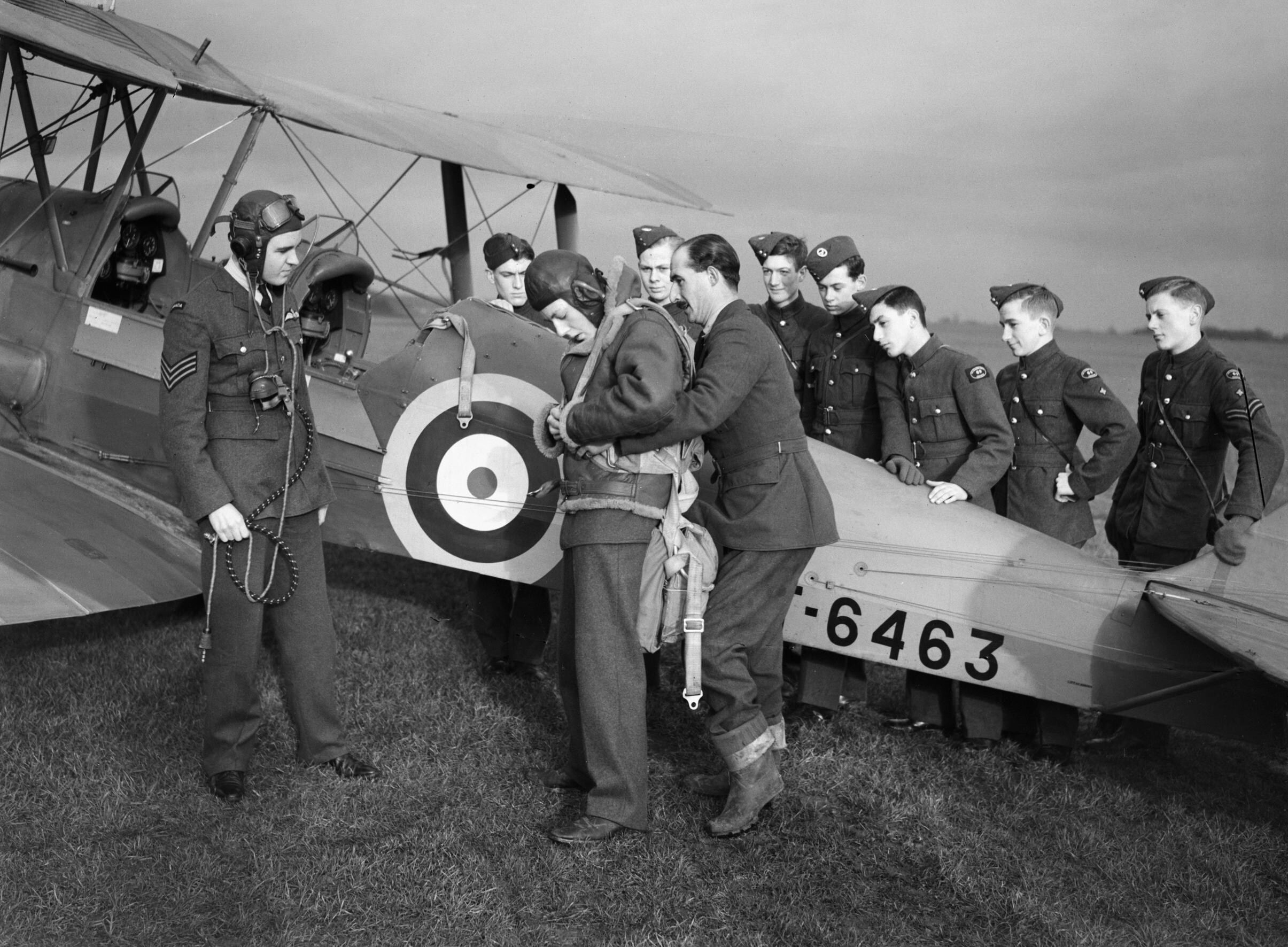
Des cadets de la RAF autour d'un Tiger Moth (1942).
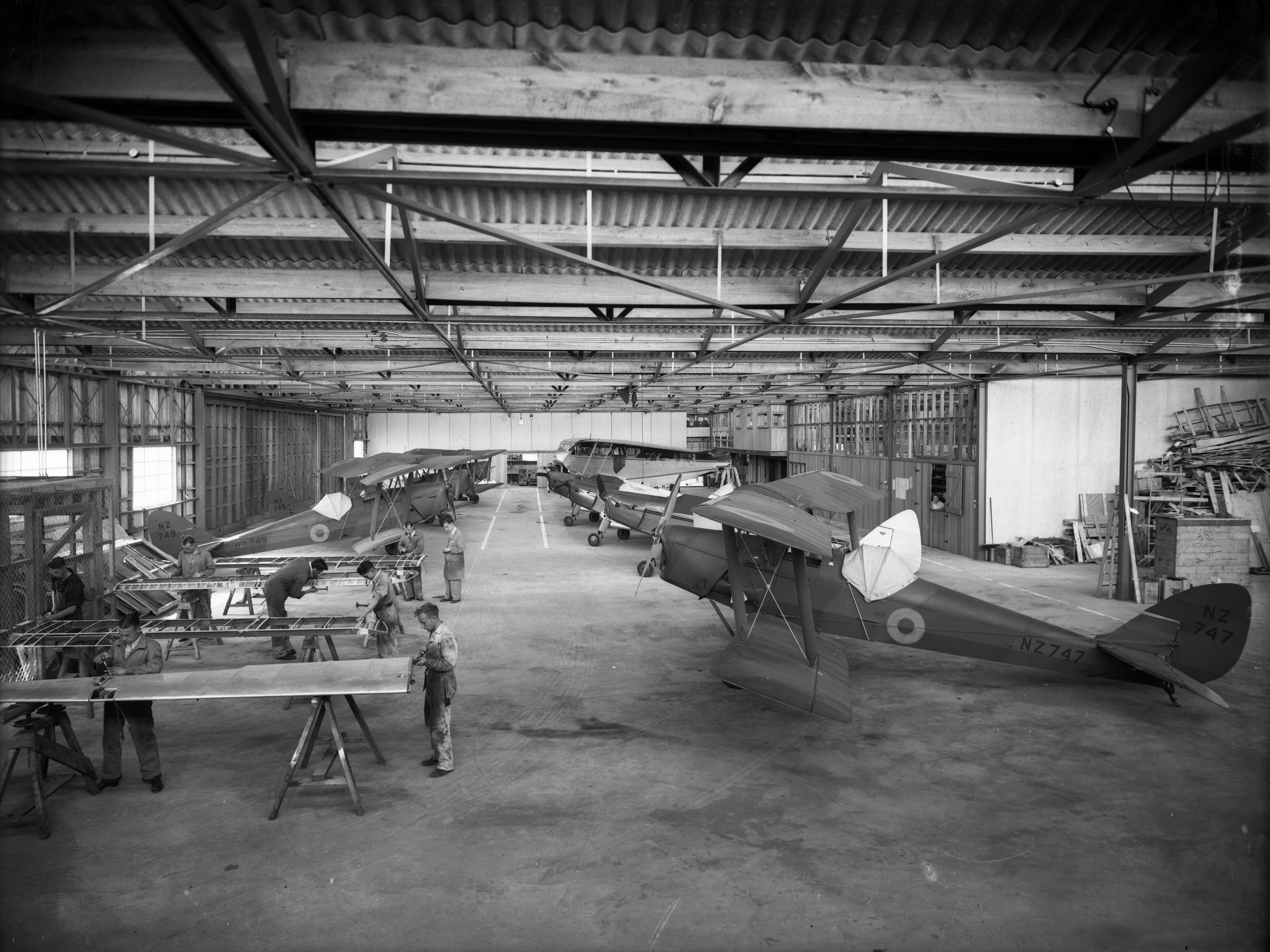
Chaine de production néo-zélandaise des Tiger Moth, 1939.
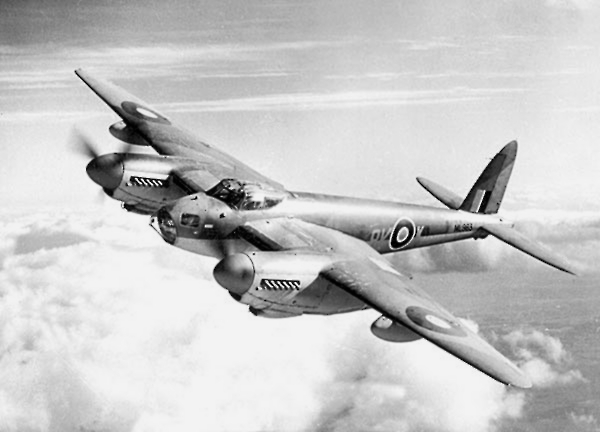
Un de Havilland Mosquito en vol.
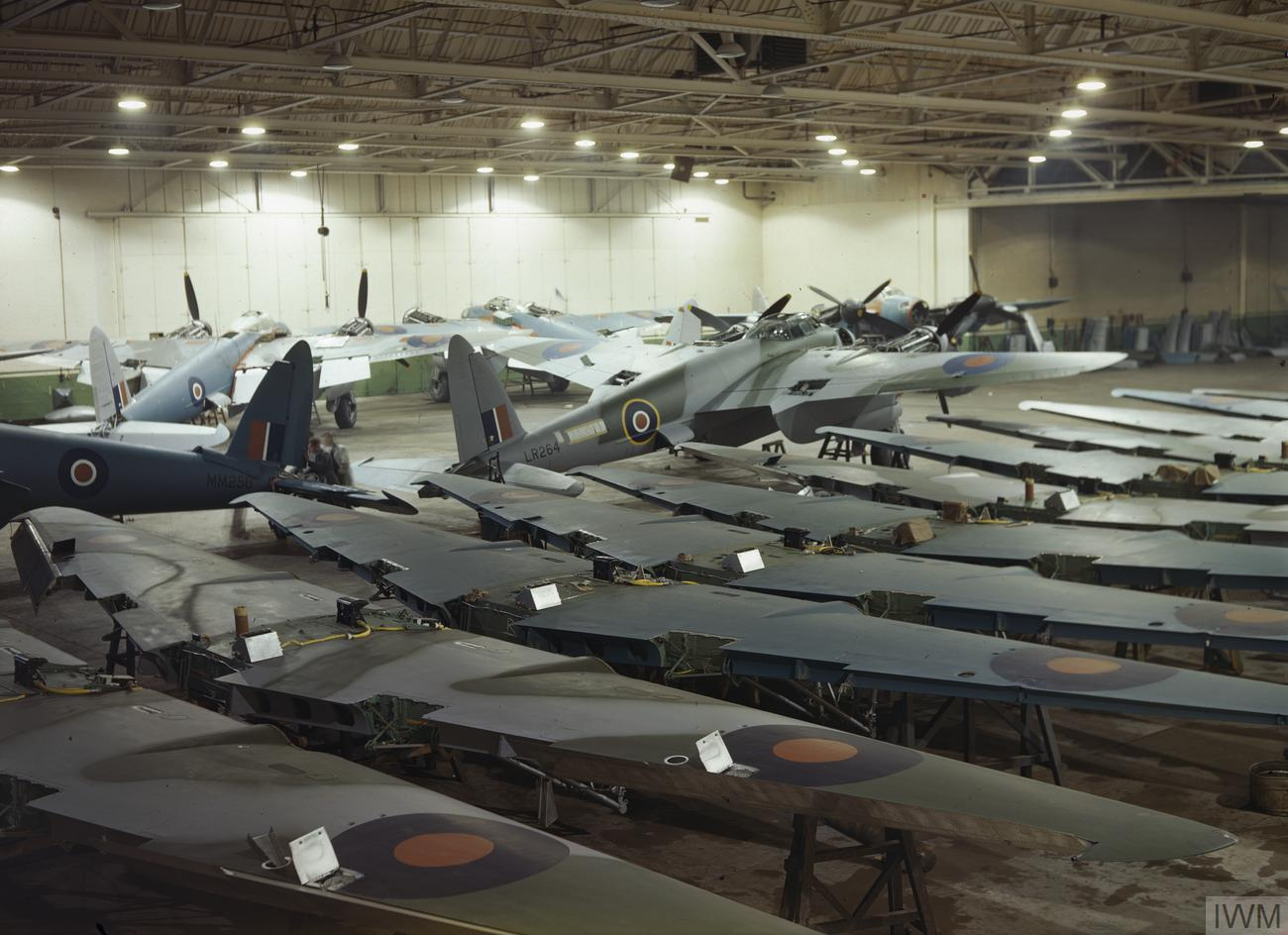
Production en série des Mosquito à Hatfield, en 1943.

### Ère du jet

#### Chasseurs à réaction
Trois avions de chasse à réaction sont produits en série par de Havilland.
Le premier est le Vampire ou DH.100, qui fait son premier vol en 1943. C'est le deuxième chasseur à réaction britannique, après le Gloster Meteor. Il possède une structure bipoutre, inhabituelle sur un chasseur. Sa construction est entièrement métallique, à l'exception de la section de fuselage contenant le cockpit, réalisée en bois. Il est monoréacteur, son réacteur, le Goblin, étant développé par la branche moteurs du groupe (certaines versions sont ensuite dotées du Rolls-Royce Nene). La guerre est finie avant que l'avion ne puisse entrer en service, mais le Vampire est un succès des premières années de la guerre froide : une quinzaine de pays en font l'acquisition pour leurs armées de l'air respectives. Il est produit sous licence par la SNCASE (France), HAL (Inde), Saab (Suède) et FIAT (Italie). 4569 exemplaires sont produits au total. Le modèle comporte aussi des versions navalisées, et c'est d'ailleurs, lors des essais à la fin de l'année 1945, le premier avion à réaction au monde à se poser et décoller depuis un porte-avion, à savoir le HMS Ocean. Les versions destinées à la chasse de nuit possèdent un radar, contenu dans un nez allongé. Son dernier utilisateur, la Suisse, ne le retire du service qu'en 1990,,.
Le Venom ou DH.112 vole en 1949, c'est une évolution directe du Vampire. Le radar devient ici un équipement de série, et non réservé aux versions pour la chasse de nuit. Le moteur est un Ghost, bien plus puissant que le Goblin. Autre innovation importante, il possède un siège éjectable de type Martin-Baker Mk.4. L'armement fixe reste en revanche identique à celui du Vampire : quatre canon de 20 mm, de type Hispano-Suiza HS-404. Le Venom peut être équipé du Firestreak, le premier missile air-air britannique. Le premier tir d'essai a lieu en 1954. La version navalisé du Venom, le Sea Venom, est produit en France sous le nom Aquilon et est déployé sur les porte-avions Clemenceau et Foch. Le Venom et le Sea Venom sont aussi exportés vers l'Australie, le Venezuela, le Suisse, la Suède, l'Irak et la Jordanie. Mais, avec un total de 1476 exemplaires, le Venom n'est pas produit aussi largement que le Vampire.
Le Sea Vixen (1951) ou DH.110 est un avion nettement plus lourd, transssonique, qui reprend la structure bipoutre et est doté de deux puissants réacteurs de type Rolls-Royce Avon. Il est utilisé exclusivement par la Fleet Air Arm.

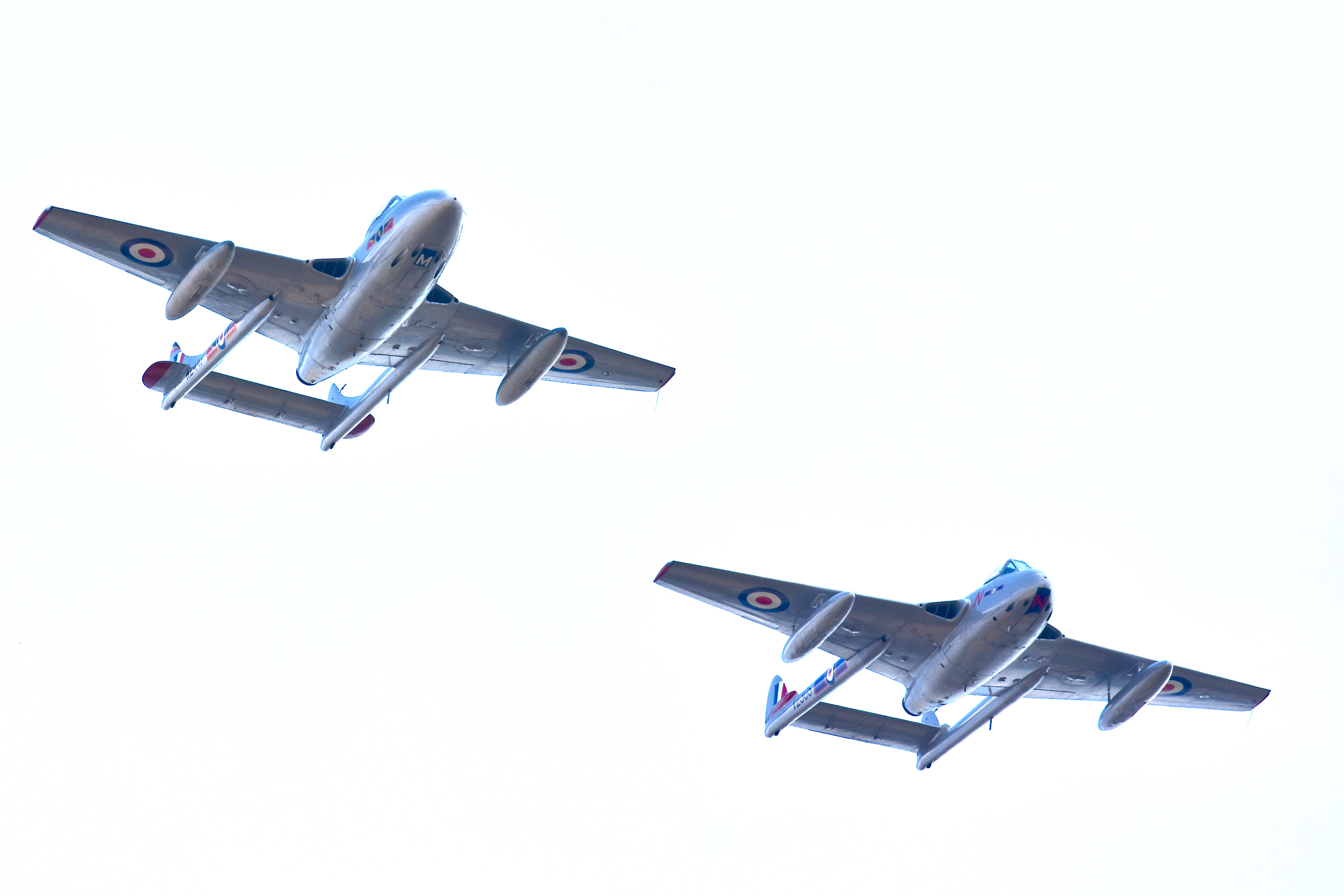
Deux Vampire en vol.
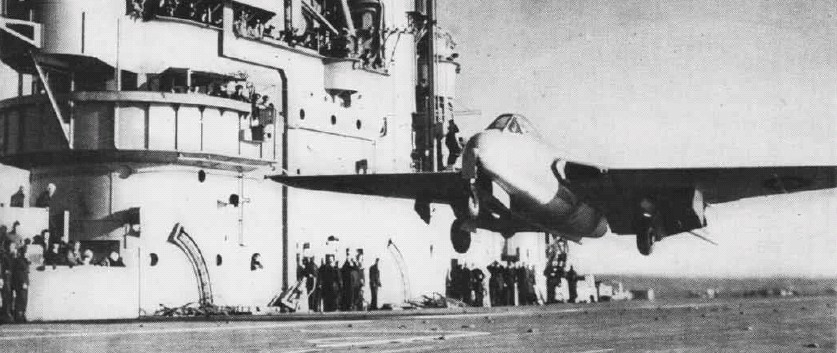
Les essais du Vampire sur le HMS Ocean, fin 1945.
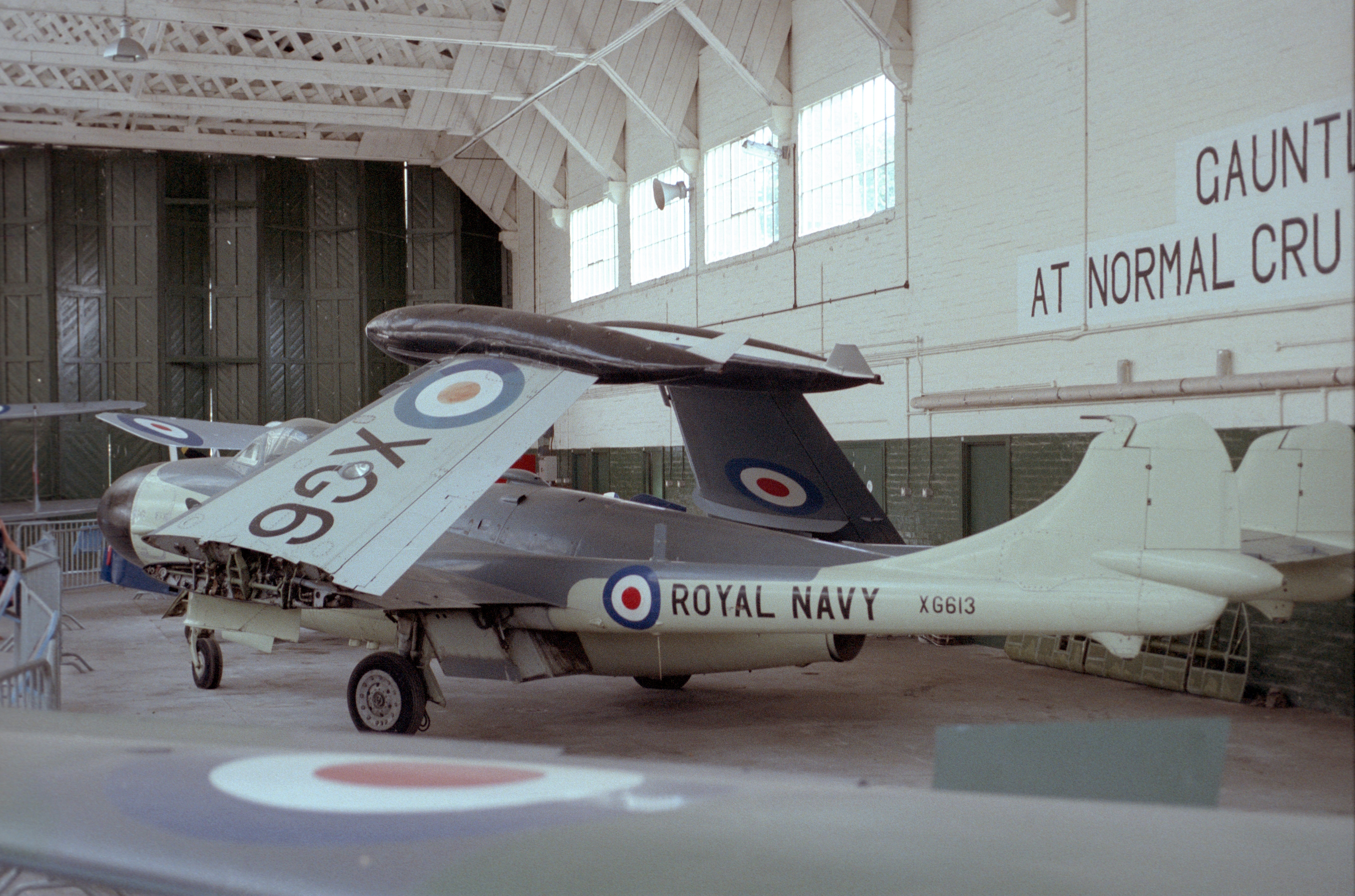
Le Sea Venom dans un hangar, les ailes repliées.
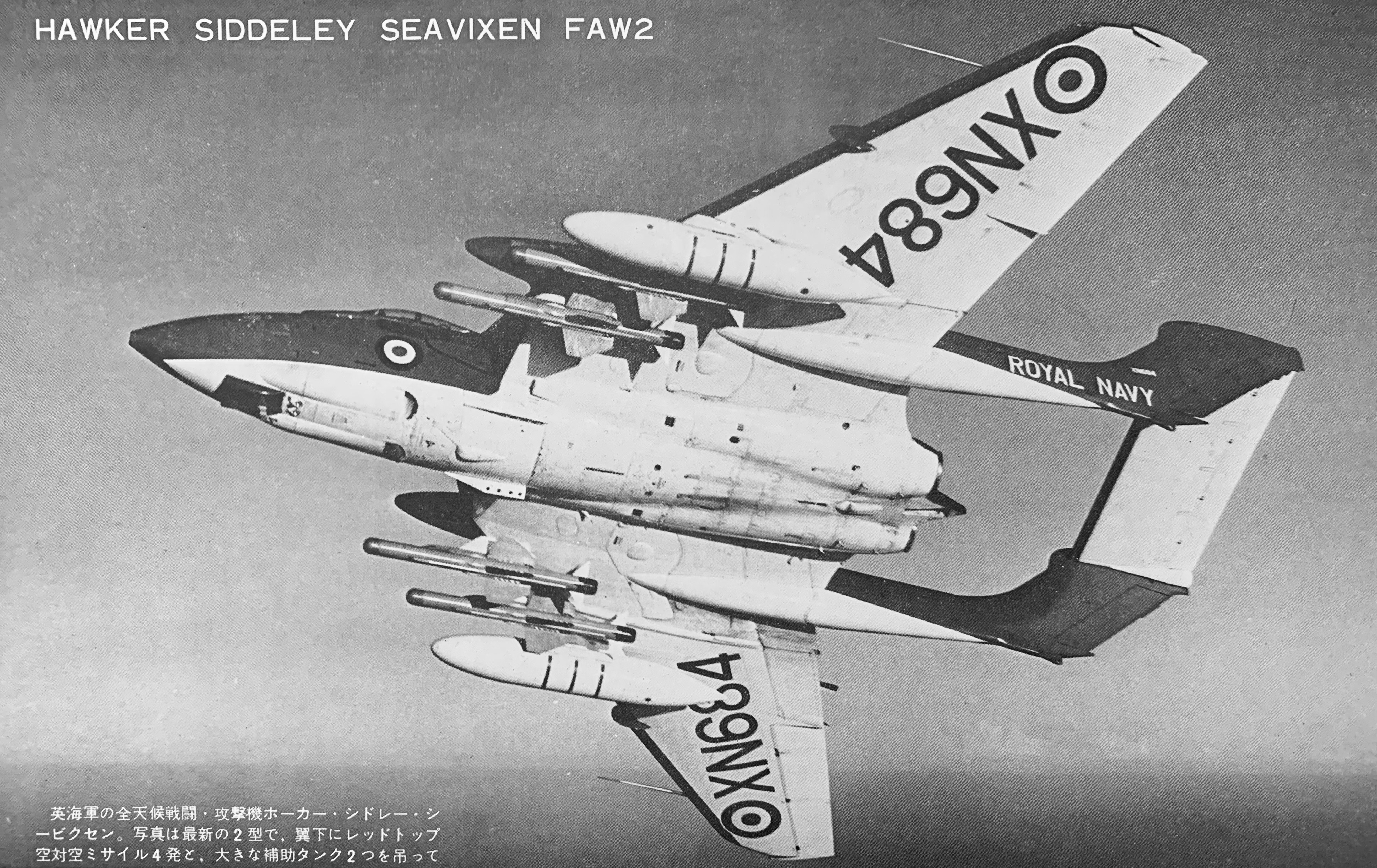
Le prototype du Sea Vixen en vol.

#### Les Dove et Heron
Juste après la guerre, le DH.104 Dove est un nouveau succès commercial pour le constructeur. Testé en vol dès l'automne 1945, il est pensé pour succéder au Dragon Rapide comme petit avion de transport pour huit à onze passagers. Comme le Dragon Rapide, il possède deux moteurs à six cylindres Gipsy Queen. Mais pour le reste, il présente des caractéristiques beaucoup plus modernes que son prédécesseur : il est monoplan, sa construction est entièrement métallique, son train est tricycle avant et escamotable. Néanmoins, ce n'est pas comme avion de ligne qu'il rencontre le succès, mais plutôt comme petit avion de transport de personnalités et d'affaires. Il trouve aussi différents usages militaires, comme avions de liaison et dans différentes missions d'entrainement. Il se révèle polyvalent, se prêtant à beaucoup de missions et de modifications, quelques appareils sont par exemple transformés en hydravions à flotteurs. L'appareil est produit pendant deux décennies pour un total de 544 exemplaires.
Le Heron est conçu comme complémentaire du Dove : c'est un quadrimoteur qui partage avec lui de nombreux éléments. Cette complémentarité est une répétition du duo Dragon/Express avant la guerre. Conçu essentiellement pour les lignes secondaires, le Héron est un avion rustique, pouvant opérer depuis des aérodromes aux infrastructures minimalistes et demandant peu d'entretien. Il n'est pas pressuré, son train d’atterrissage, dans la première version, est fixe (le Héron 2 a un train rentrant) et les moteurs sont des six cylindres en ligne Gispy Queen, sans suralimentation ni réducteur. Comme le Dove, Le Héron rencontre un certain succès commercial, avec 150 unités produites. Il fait la preuve de sa robustesse et de sa polyvalence, de nombreux exemplaires connaissent une carrière longue et variée et subissent toutes sortes de modifications.

#### Avions expérimentaux
Conçu juste après la guerre, le De Havilland DH.108, premier appareil britannique sans dérive et à aile en flèche, est construit à la demande du Royal Aircraft Establishment. Doté d'une version plus puissante du réacteur du Vampire, il est conçu pour s'attaquer au mur du son. Le 27 septembre 1946, Geoffrey de Havilland Junior, le fils ainé du fondateur, trouve la mort dans l'accident du prototype. Pilote d'essai pour la compagnie depuis la fin des années 1930, il a été aux commandes des vols inauguraux du Mosquito et du Vampire. La perte d'un deuxième fils (les trois ayant été pilotes d'essai pour compagnie), frappe durement de Havilland et son épouse Louise qui, dépressive, décède en 1949.

#### Reprise d'Airspeed
Dès 1940, de Havilland devient l'actionnaire principal d'un autre constructeur, Airspeed. Cette entreprise, fondée en 1931 par deux ingénieurs ayant quitté de Havilland, Hessel Tiltman et Nevil Shute Norway, est surtout connue pendant la guerre pour son avion d'entrainement bimoteur, le Oxford, et les planeurs de transport de troupes Horsa. Après la guerre, elle convertit des Oxford surnuméraires en avions de transport civil, sous le nom Consul, et développe un avion de ligne bimoteur pressurisé, le Airspeed AS.57 Ambassador. Ce programme ne connait pas de succès commercial, et l'entreprise, en difficulté, est totalement absorbée par de Havilland en 1951. De Havilland ne cherche guère à relancer les ventes de l'Ambassador, ne croyant pas en l'avenir d'un tel avion à moteurs à pistons. Il préfère récupérer la capacité industrielle des deux usines d'Airspeed, situées à Portsmouth et Christchurch, pour ses programmes militaires. Ces usines, une fois rattachées à de Havilland, produisent des éléments de structure pour le Vampire, le Venom, le Comet et le Sea Vixen.

#### Le Comet
De Havilland a commencé avant même la fin du conflit à réfléchir à un concept d'avion de transport à réaction, demandé par le Comité Brabazon. Ce projet aboutit au De Havilland Comet, qui vole en 1949, c'est une première mondiale et fait la fierté du pays. Cependant, il connait une série d'accidents à partir de 1954, qui obligent à arrêter le service de l'appareil. Après une longue enquête, la cause du désastre est découverte, la fatigue des matériaux, due aux cycles de pressurisation bien plus brutaux que sur un avion à hélices, et aggravées par la concentration des contraintes aux angles des hublots, finit par provoquer la rupture du fuselage. Une nouvelle version du Comet, le Comet 4, rectifie ces problèmes, mais il ne vole qu'en 1958. À cette date, le Boeing 707 est déjà disponible, faisant du Comet un avion dépassé. Même une fois résolu le problème à l'origine des crashs, le Comet souffre, en un sens, d'avoir été le premier avion de sa catégorie. Certains des choix faits dans sa conception auraient été considérés quelques années plus tard comme des erreurs grossières. Ainsi, il possède des réacteurs encastrés dans les ailes, à l'instar de ce qu'on observe sur certains avions militaires contemporains (comme le Handley Page Victor). Bien que favorable sur le plan aérodynamique, cette disposition alourdit la structure de l'aile, complique la maintenance, et surtout bloque l'évolution de l'avion, empêchant l'adoption de turbofans.

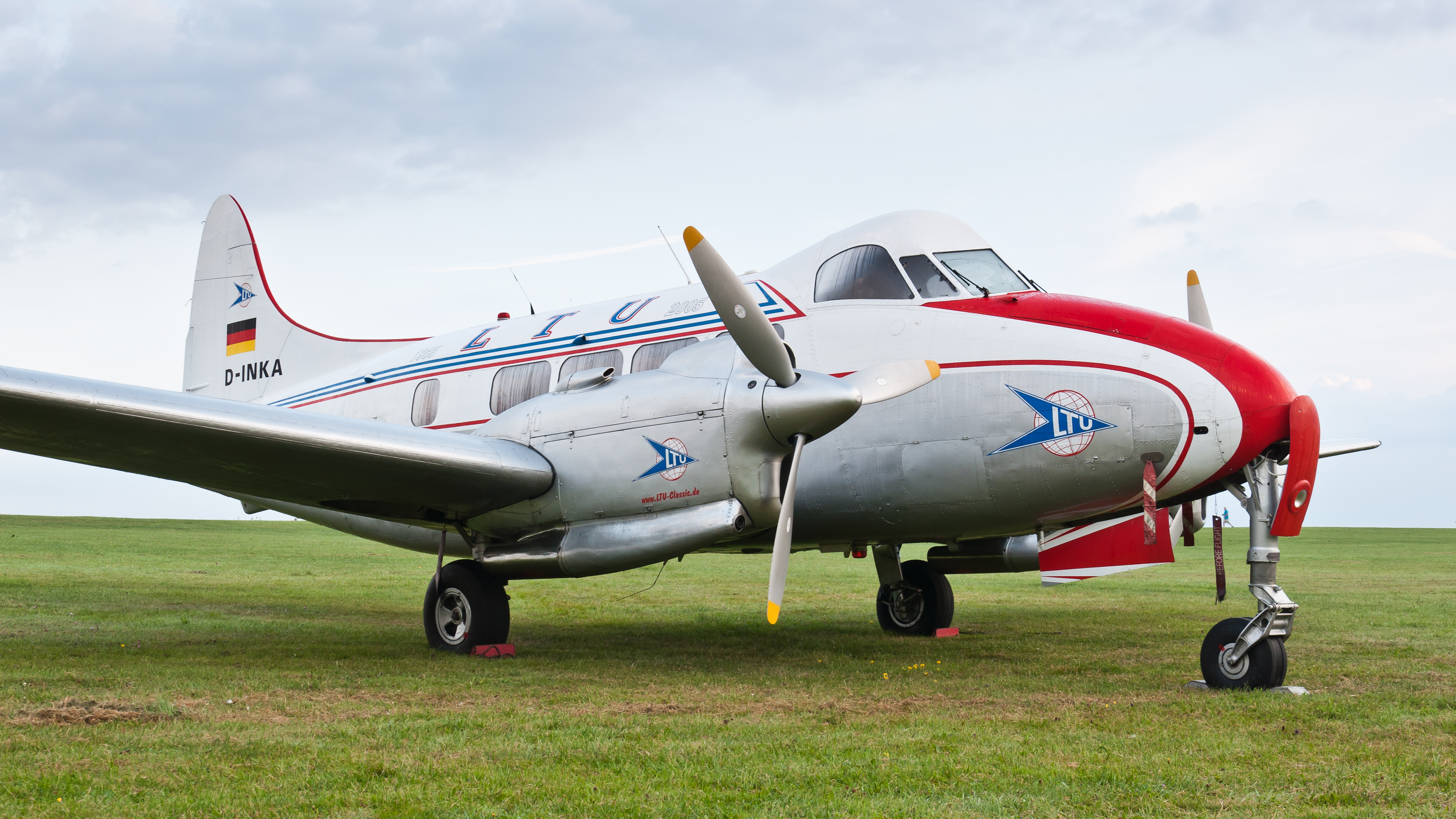
Un DH.104 Dove.
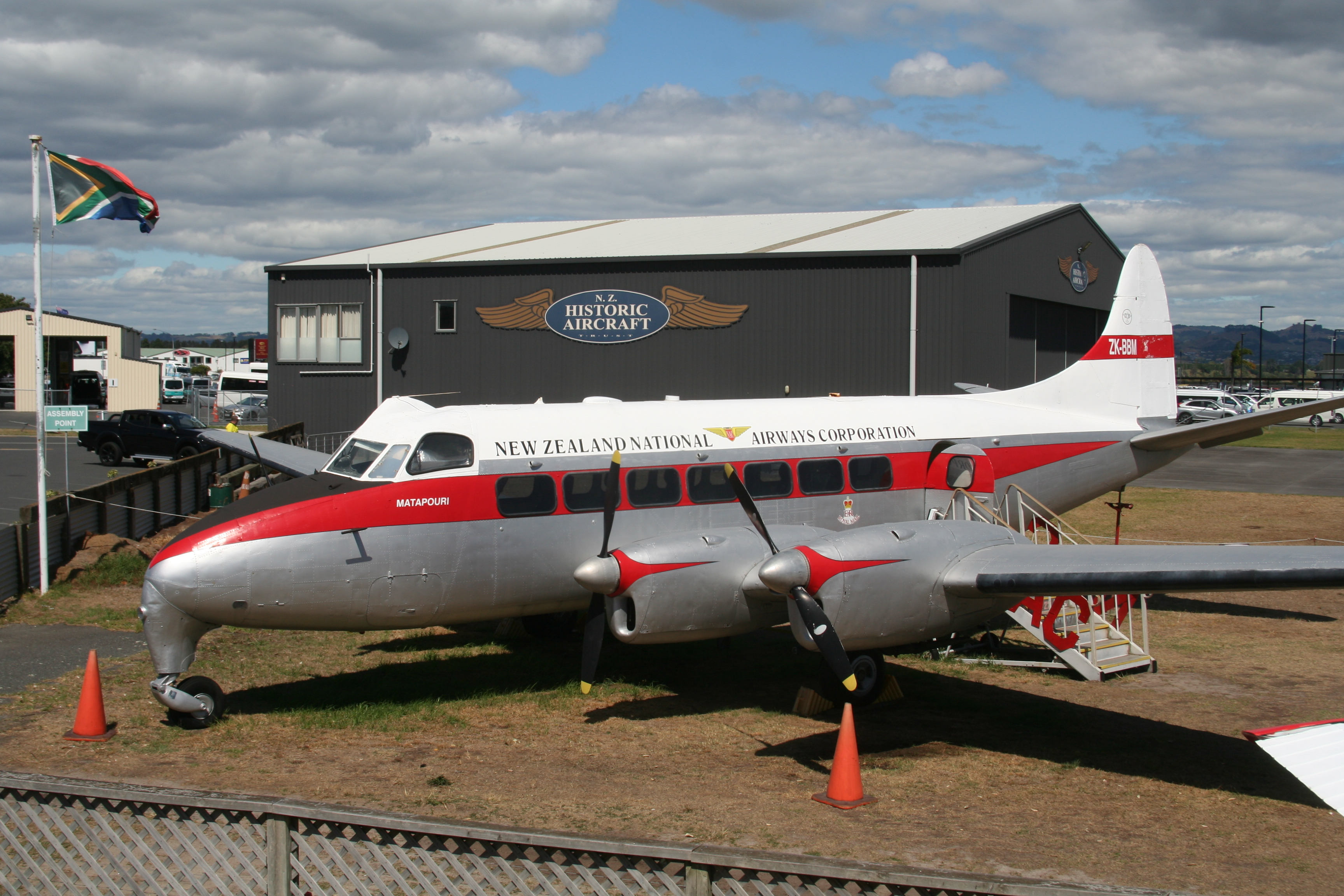
Un de Havilland Heron.
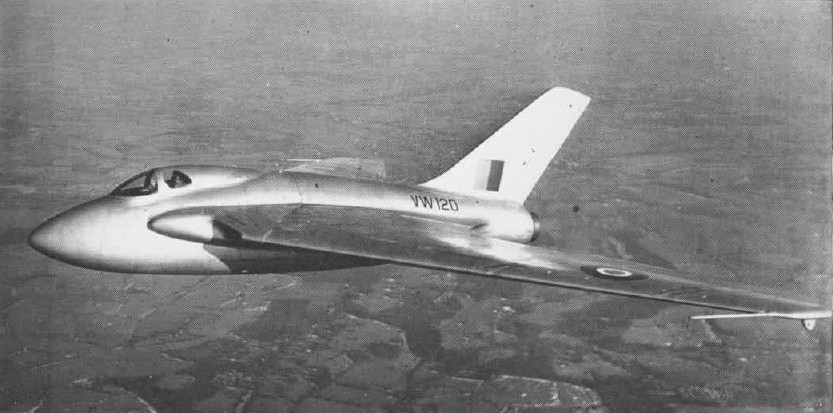
Le DH.108 Swallow.
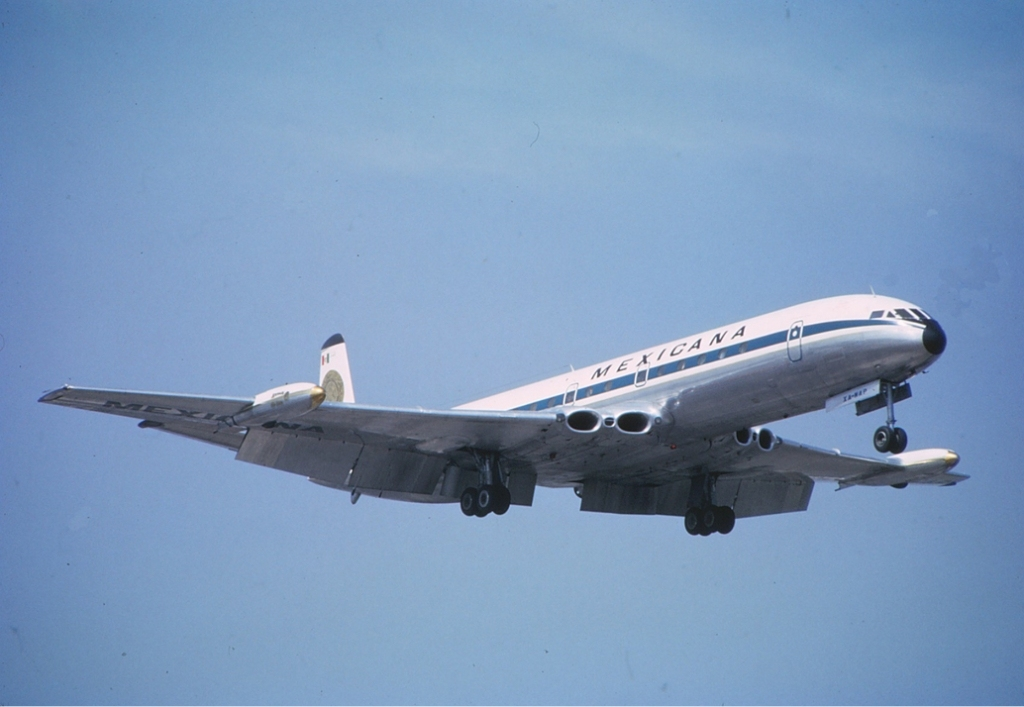
Un DH.106 Comet.
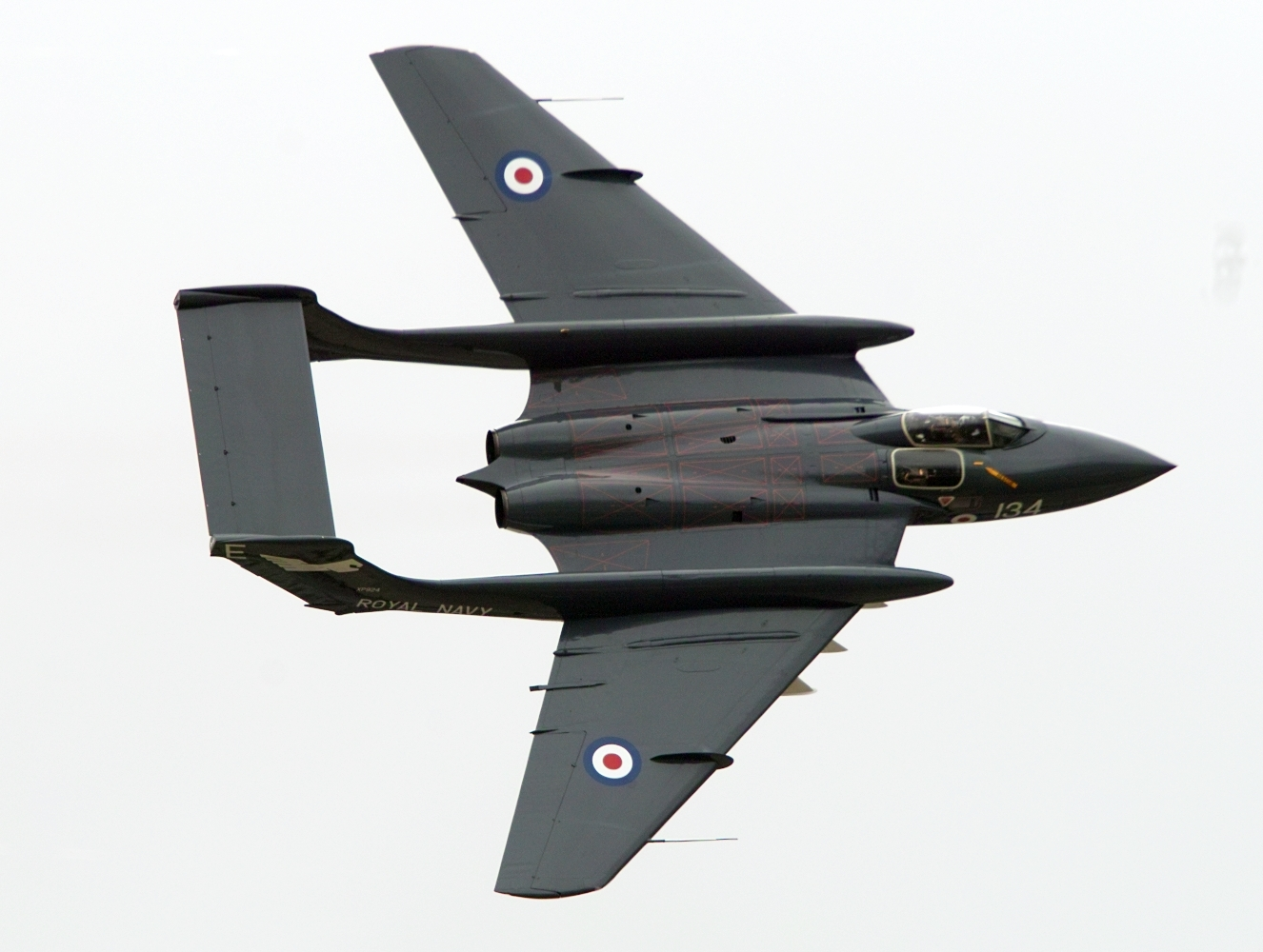
Un DH.110 Sea Vixen.

### Dernières années

#### Projet d'un nouveau jet de ligne
Le projet d'un nouvel avion de ligne à réaction, plus court-courrier que le Comet, est amorcé en 1955, à la suite des demandes de BEA qui cherche un successeur au Vickers Viscount. Ce projet porte l'indicateur DH.121. Comme son coût dépasse la capacité d'investissement de son entreprise, Geoffrey de Havilland propose de constituer une alliance avec d'autres constructeurs britanniques (Bristol, Hunting et Fairey, et potentiellement Handley-Page et Saunders-Roe comme sous-traitants), alliance qu'il propose d'appeler Airco, reprenant le nom de son ancien employeur. Ce projet connait un développement assez mouvementé, et, à la demande de BEA, l'avion est réduit en taille. Il aboutira néanmoins, après le rachat par Hawker-Siddely, au Trident,.

#### Rachat
Hawker Siddeley rachète De Havilland en 1960. Deux projets initiés avant le rachat sont menés, et aboutissent à l'avion de ligne Hawker Siddeley Trident et l'avion d'affaires Hawker Siddeley 125. D'autre part, la cellule du Comet 4 sert de base à l'avion de patrouille maritime Hawker Siddeley Nimrod, qui connait une longue carrière dans les forces britanniques. En 1977, une nouvelle fusion avec British Aircraft Corporation et Scottish Aviation donne naissance à British Aerospace (BAe).
Juste avant le rachat, de Havilland initie le développement d'un jet d'affaires, conçu comme successeur à réaction du Dove, le DH.125. Il est présenté à la presse sous le Jet Dragon en 1961. Le marché des jets d'affaires est alors tout récent, ouvert par la mise sur le marché du Lockheed JetStar et du North American Sabreliner. Le développement de ce petit biréacteur continue sous l'égide de Hawker Siddeley. Il vole en 1962 et le modèle évolue pendant un demi-siècle. Ses versions successives sont produites sous les noms Hawker Siddeley HS.125, British Aerospace 125, Hawker 750, Hawker 800, Hawker 1000. La production continue jusqu'en 2013, avec un total de 1 720 exemplaires, ce qui en fait l'avion civil de conception britannique le plus produit. Outre le rôle d'avion d'affaires, il sert d'avion de transport de personnalités politiques pour plusieurs pays, d'ambulance aérienne, et de bancs d'essais volant dans le cadre de nombreux projets comme la mise au points de radars ou de systèmes d'armes,.
Le site de Hatfield, hérité de de Havilland, reste une usine importante pour BAe au cours des années 1970 et 1980. C'est là, notamment, que sont produits les British Aerospace 146, le dernier avion civil britannique produit en série. Néanmoins, le site est définitivement fermé en 1993.

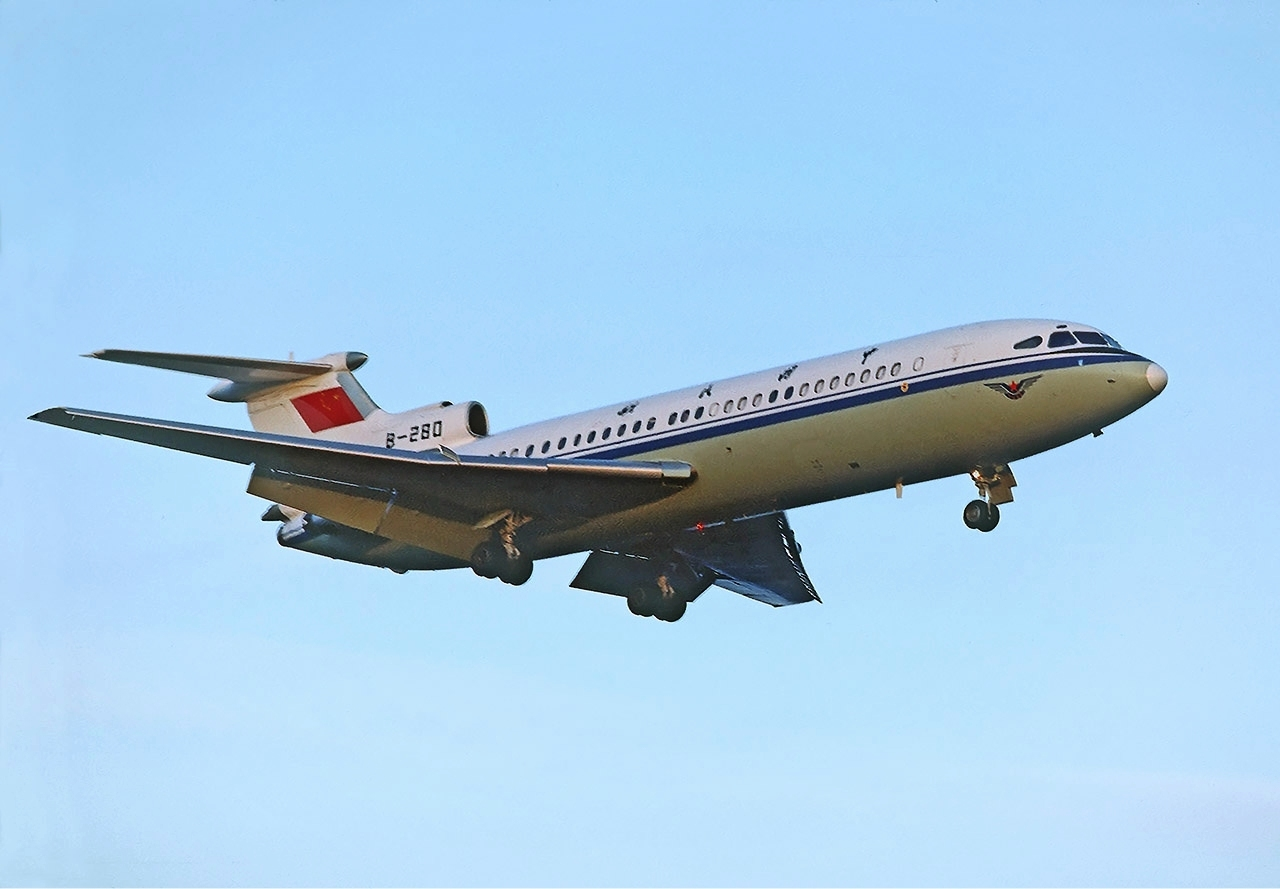
Un Hawker Siddeley Trident.
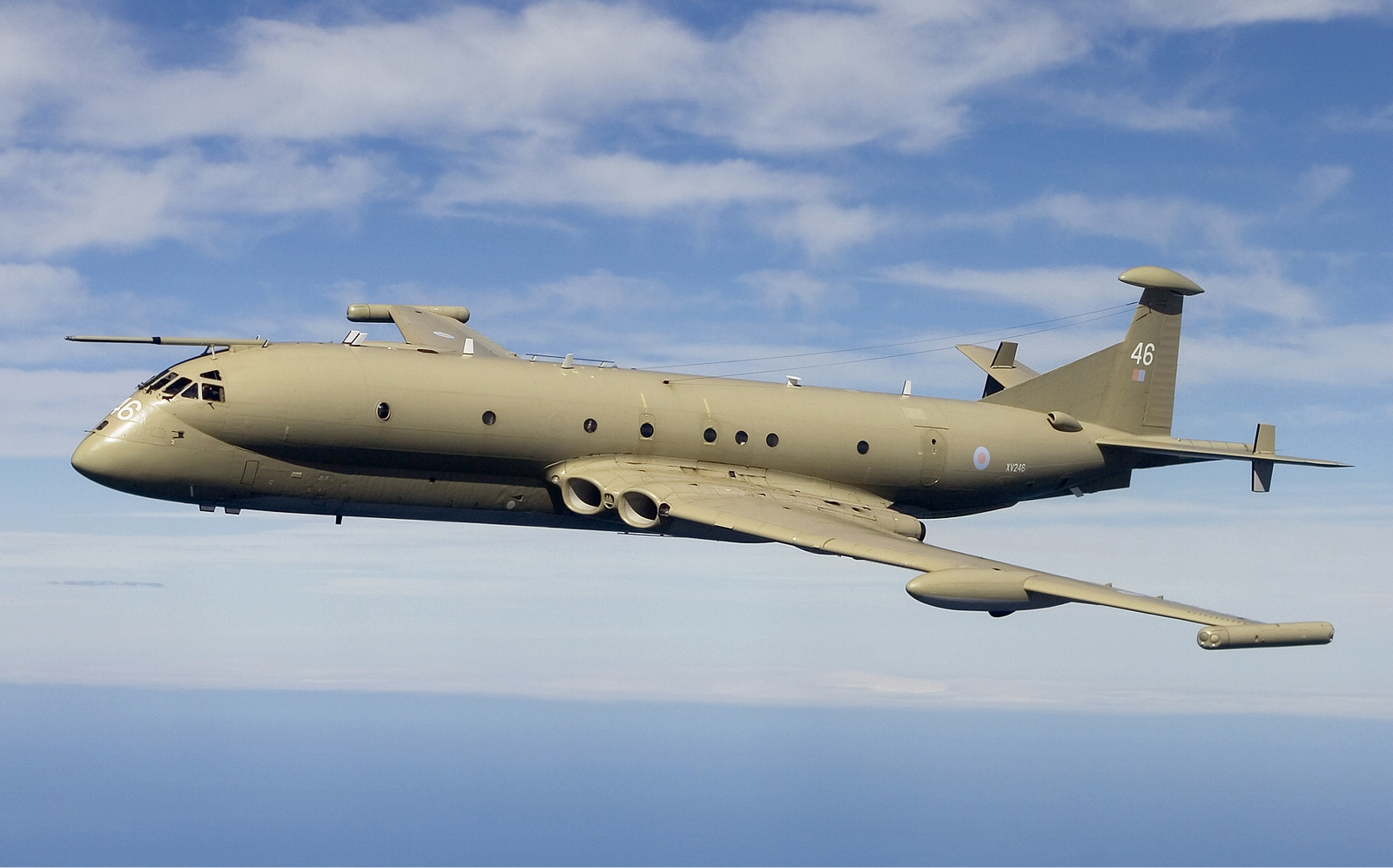
Un Hawker Siddeley Nimrod.
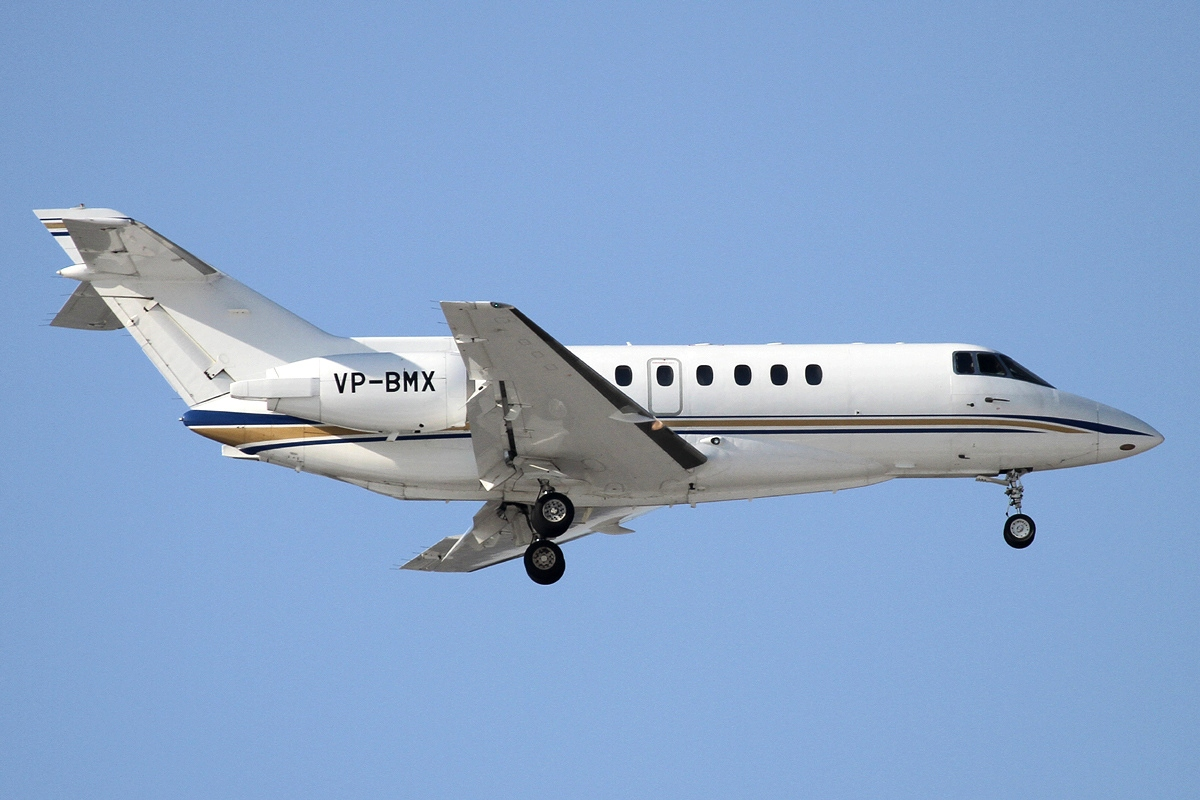
Un BAe 125.

## Filiales dans le Commonwealth

### De Havilland Australie
La première filiale de de Havilland dans le Commonwealth est constituée en 1927 à Melbourne en Australie. Elle est dirigée par Hereward de Havilland, frère cadet de Geoffrey. La mission première de cette entreprise est l'assemblage, la maintenance et la commercialisation du DH.60 Moth pour l'Australie. Pendant la guerre, la filiale australienne produit des Dragon à partir de 1942 (alors que leur production a cessé en Grande-Bretagne) pour les besoins de la RAAF. L'année suivante, elle entame la production du Mosquito.
Après-guerre, DHA produit un avion de sa propre conception, le DHA-3 Drover (basé sur le Dove de la maison-mère, avec de considérables modifications), sans grand succès commercial. À partir de 1970, l'activité de l'entreprise comprend de plus en plus de sous-traitance pour d'autres constructeurs aéronautiques. Après avoir été rachetée plusieurs fois, l'activité australienne devient une filiale de Boeing en 2000.

### de Havilland Canada
De Havilland crée en 1928 une division canadienne. Une usine est créée à Toronto, jouxtant l'aéroport de Toronto-Downsview, avec pour vocation première la production de plusieurs modèles de Havilland Moth pour les besoins canadiens, notamment militaires. Comme sa maison-mère, de Havilland Canada accélère la production de Tiger Moth à l'approche de la guerre, pour répondre au besoin croissant de la formation de pilotes. Pendant le conflit, DHC contribue aussi à l'effort de guerre en produisant 1134 Mosquito.
Après-guerre, l'entreprise se lance dans le développement de ses propres modèles. Sa première création est le de Havilland Canada DHC-1 Chipmunk, un avion d'entrainement pensé comme successeur moderne du Moth. L'entreprise gagne ensuite une réputation dans la construction d'avions utilitaires spécialement adaptés aux conditions canadiennes, et devient un nom de référence en matière d'avions de transports rustiques, avec le de Havilland Canada DHC-6 Twin Otter comme avion emblématique. DHC est finalement absordé par le groupe Bombardier en 1992.
Le nom de Havilland Canada réapparait après le démembrement du groupe Bombardier à travers une nouvelle entreprise chargée de poursuivre la commercialisation du Dash 8. La production du Twin Otter, redémarrée en 2010 par Viking Air, passe aussi sous le nom DHC en 2022. Le successeur des bombardiers d'eau Canadair (CL-215 et CL-415), annoncé pour 2026, doit être commercialisé sous le nom DHC.

### De Havilland New Zealand
Au début de la Seconde Guerre mondiale, une autre filiale est créée pour la production du Tiger Moth en Nouvelle-Zélande. Il s'agit de la première production d'avions sur l'archipel. 345 Tiger Moth sont produits pendant le conflit à Rongotai.

## De Havilland Engines company

### Développement des moteurs Gipsy
Dans sa première version, le de Havilland Moth utilise le moteur ADC Cirrus. Celui-ci est produit par l'Aircraft Disposal Company, une société spécialisée dans la réutilisation de pièces aéronautiques issues des surplus de la Première Guerre mondiale. Dans ce cas précis, le moteur Cirrus utilise des éléments du moteur Renault 8A, le V8 utilisé notamment sur le Farman MF.7. Avec le succès du Moth, la disponibilité du moteur Cirrus est donc vite compromise par l'épuisement des stocks de pièces. En 1926, de Havilland crée un département chargé de la production de moteurs, avec pour mission de développer un remplaçant du Cirrus. Frank Halford, ingénieur reconnu pour la conception de moteurs d'avions et père du Cirrus, est recruté comme consultant technique. C'est une démarche assez inhabituelle, même à cette époque, dans le domaine aéronautique, la plupart des constructeurs préférant acheter des moteurs à des sociétés spécialisées.
Le moteur Gipsy, développé pour remplacer le Cirrus, est comme lui un quatre cylindres en ligne, refroidi par air. Dans sa première version, c'est un moteur vertical (culasse en haut, vilebrequin en bas), de cinq litres de cylindrée, développant 98 CV. Le Gispy II passe à 120 CV,. À partir du Gipsy III, la disposition du moteur est inversée (vilebrequin en haut). Des versions six cylindres en ligne (Gipsy six puis Gipsy queen) sont également développées, puis des V8 et V12. Les moteurs de cette famille sont utilisés par de nombreux modèles développés par de Havilland, et également vendus à d'autres constructeurs, la plupart britanniques. Des licences de production concernant plusieurs moteurs de la famille sont accordées à des entreprises dans différents pays, dont l'Australie et l'Italie.

### Développement de turbines à gaz pendant la seconde guerre mondiale
Pendant la Seconde Guerre mondiale, Frank Halford, à la tête de son cabinet de conseil en ingénierie, développe les moteurs à flux centrifuge Goblin et Ghost. Son entreprise est reprise par de Havilland, et il est placé à la tête d'une nouvelle filiale, de Havilland Engine Company, en février 1944, qui réunit la construction de moteurs à pistons de la famille Gipsy, et l'activité de turbines à gaz qu'il avait initié. Le Goblin, initialement développé sous le nom Halford H-1 équipe certains prototypes du Gloster Meteor puis est produit en série pour le de Havilland Vampire. Le Ghost est un moteur plus gros reprenant la même conception, il équipe le Comet 1.

### Réacteurs à flux axial
En 1950, l'entreprise lance le développement d'un réacteur à flux axial, rompant avec les compresseurs centrifuges utilisés jusque-là. Il est de plus doté de postcombustion. Ce nouveau réacteur est le Gyron, conçu depuis le départ pour le vol supersonique, plus spécifiquement pour le chasseur Hawker P.1121. Lorsqu'il commence ses essais en vol en 1953, il est le turboréacteur le plus puissant du monde, fournissant une poussée de 66 kN, portée à 89 avec la post-combustion. Il n'est pas produit en série, en raison de l'abandon du P.1121. Une version plus petite, le Gyron Junior, est développée pour équiper la première génération du Blackburn Buccaneer, et produit en petite série.

### Moteurs-fusées
Dans les années suivantes, l'entreprise développe aussi des moteurs-fusée à ergols liquides. Le premier est le Sprite, qui fournit 22 kN et est utilisé pour le décollage assisté par fusée sur le bombardier Vickers Valiant. Il utilise du peroxyde d'hydrogène comme monergol. Le super Sprite, qui suit, est une version à deux ergols (péroxyde d'hydrogène et kérosène). Ces moteurs sont montés, avec les réservoirs d'ergols associés, sur des nacelles fixées au fuselage de l'avion et larguées (elles peuvent être récupérées et réutilisées) après le décollage assisté. Le Spectre (en) est un moteur plus puissant, développé pour le projet de chasseur à moteurs-fusée Saunders-Roe SR.53. Contrairement aux moteurs précédents alimentés par pressurisation, il possède des turbopompes.

### Turbomoteurs
En 1958, une licence est achetée auprès de General Electric pour exploiter les plans de son turbomoteur pour hélicoptère T58. Ce moteur (1000 à 1700 chevaux selon les versions) se compose d'un générateur de gaz à compresseur axial et d'une turbine de puissance « libre » (c'est-à-dire mécaniquement indépendante du générateur de gaz). Il est alors produit en Grande-Bretagne sous le nom Gnome. Ce moteur équipe notamment le Sea King, le Whirlwind et les versions britanniques du Sikorsky H-34 (Westland Wessex). Il est aussi adopté par des hydroglisseurs (Saunders-Roe Nautical 5 et 6). De Havilland innove en dotant le Gnome d'un calculateur gérant l'alimentation en carburant. Bien qu'analogique, ce dispositif électronique peut être considéré comme un précurseur des FADEC modernes,.

### Disparition
De Havilland Aircraft Engines Company est néanmoins absorbé en 1961 par Bristol Siddeley, qui, à son tour, est intégré à Rolls-Royce cinq ans plus tard.

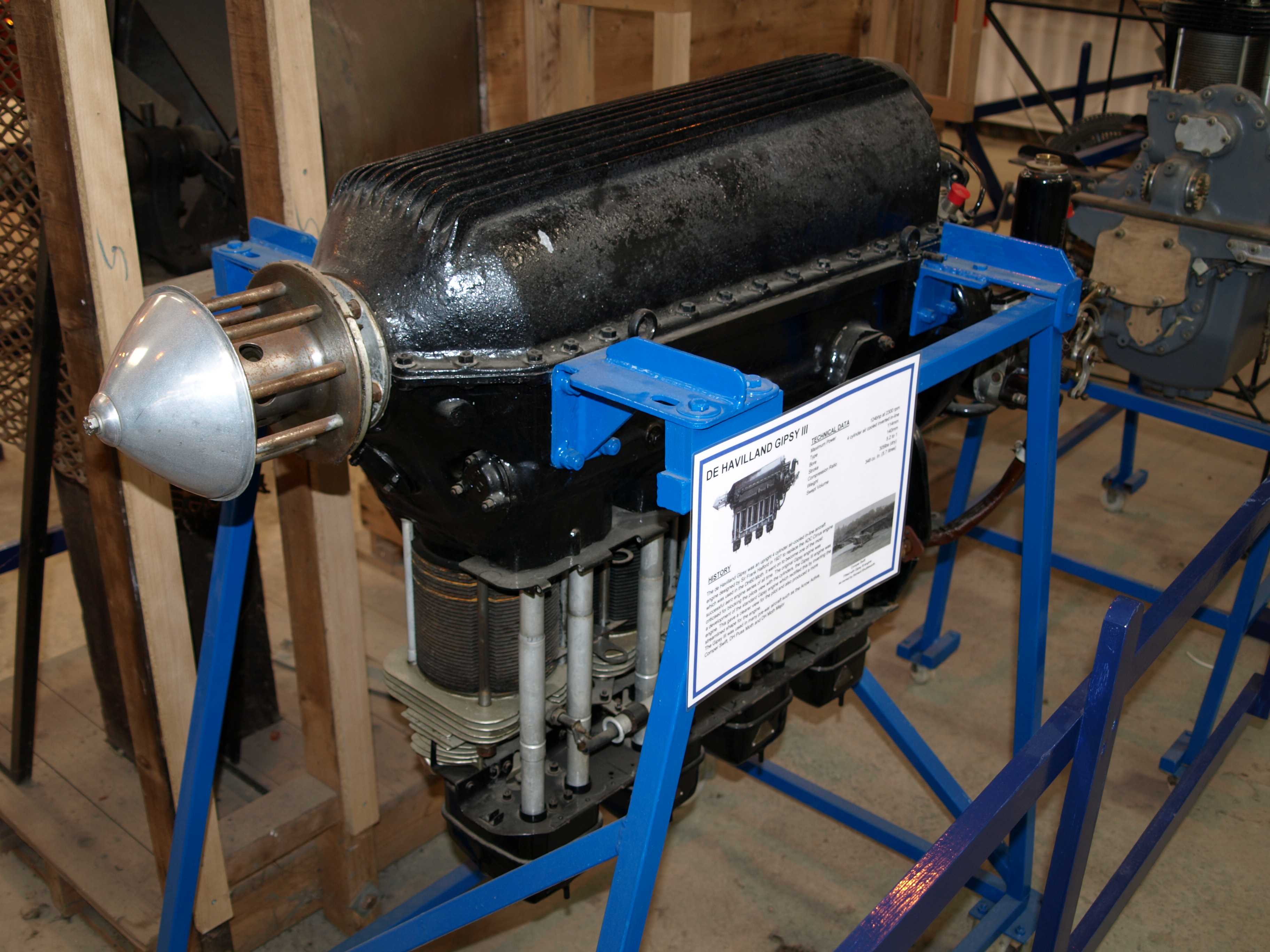
Un moteur Gispy III à quatre cylindres.
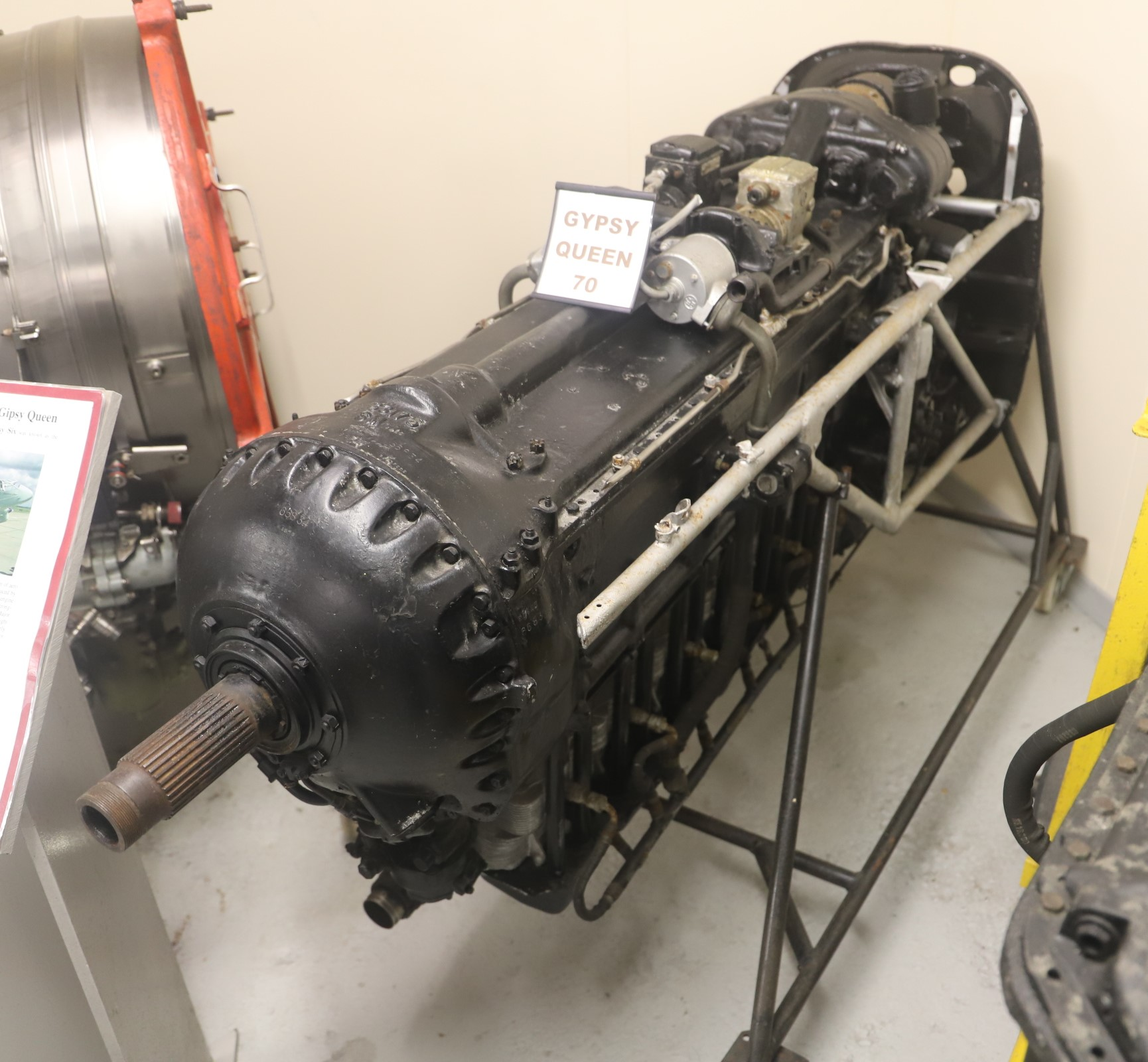
Un moteur Gipsy Queen à six cylindres.
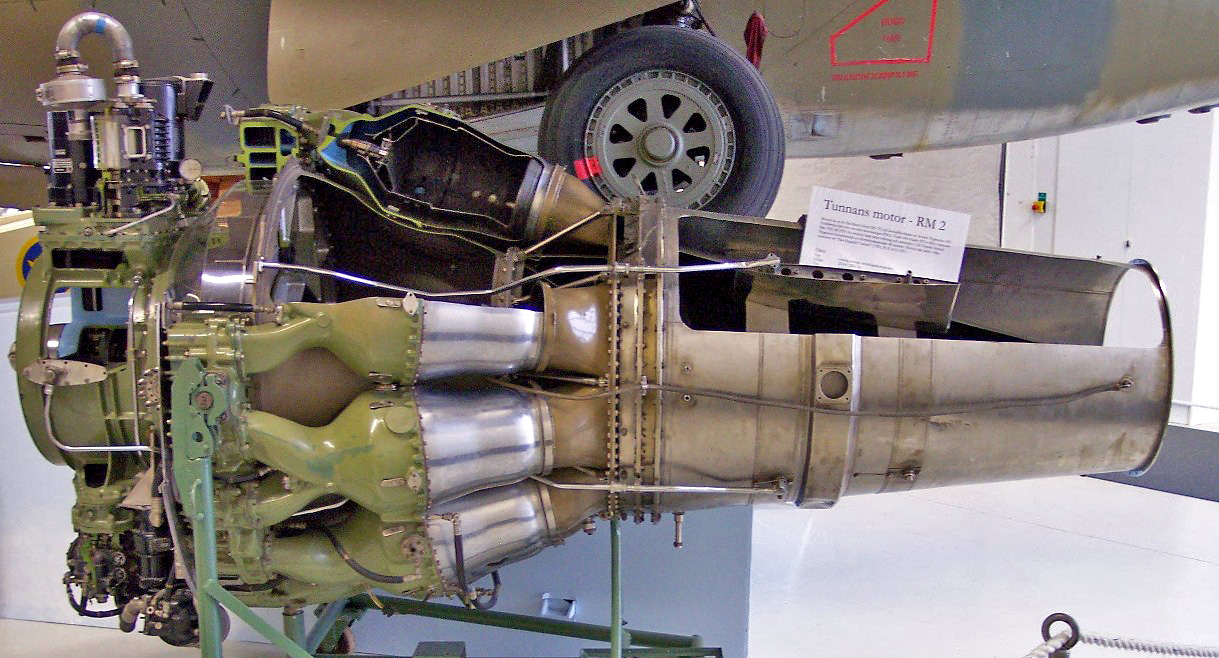
Un réacteur centrifuge Ghost.
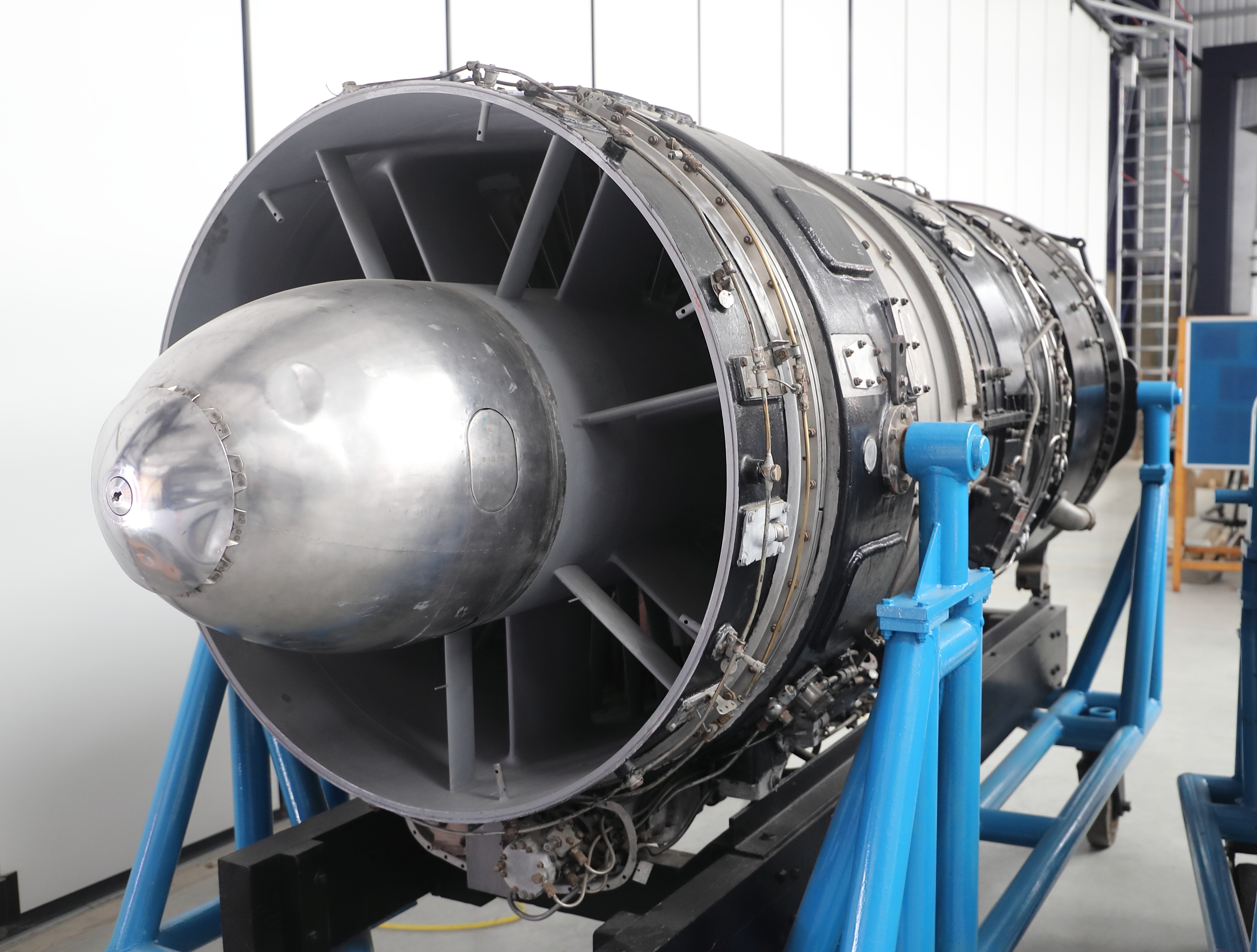
Un réacteur Gyron.
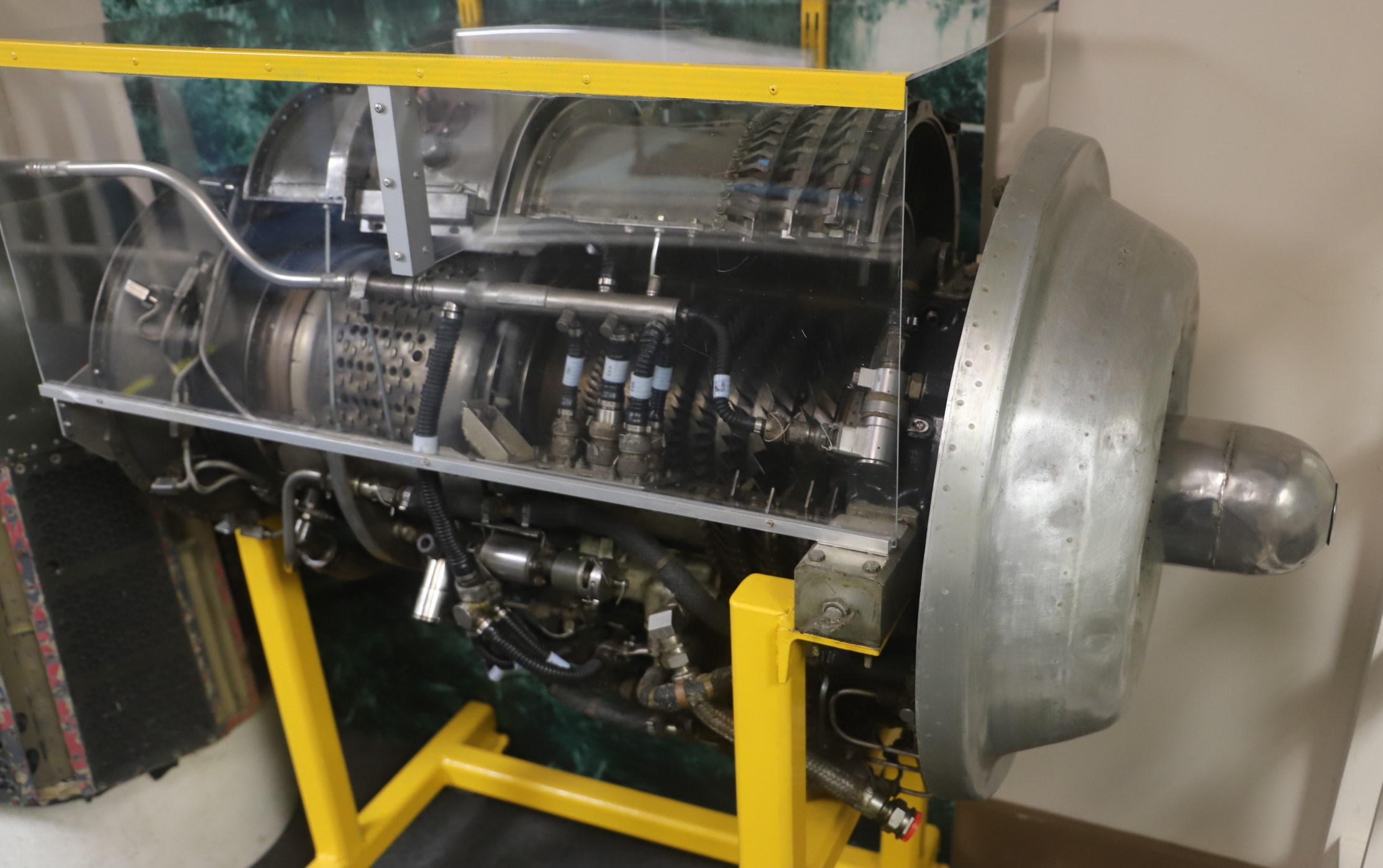
Un turbomoteur Gnome.
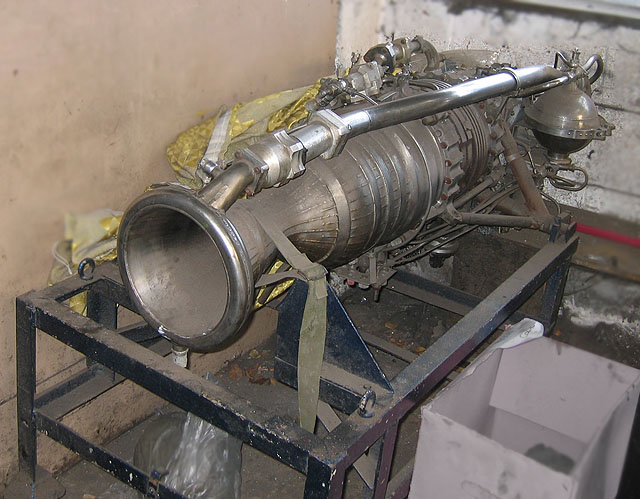
Un moteur-fusée Spectre (en).

## de Havilland Propellers
La volonté d'indépendance industrielle de de Havilland ne se limite pas aux moteurs. En 1934, l'entreprise achète auprès de Hamilton Standard une licence pour sa technologie d'hélices à pas variable commandées hydrauliquement. Ce mécanisme, innovation majeure à l'époque, permet de contrôler activement l'angle d'attaque des pales de l'hélice en fonction de la vitesse de l'avion, mais aussi de mettre en drapeau l'hélice d'un moteur défectueux (pour réduire la traînée induite), et d'inverser l'incidence pour freiner l'avion à l'atterrissage. De Havilland avait déjà utilisé des hélices de ce type, fournies directement par l'entreprise américaine, sur le de Havilland DH.88, avion de course, et les performances avaient prouvé l'efficacité de cette solution.
Une nouvelle division de la société est créée, avec une très grande usine dans le quartier Lostock de Bolton. Elle produit des hélices non seulement pour de Havilland, mais aussi pour d'autres constructeurs. Pendant la guerre, une partie des Supermarine Spitfire, par exemple, sont pourvues d'hélices produites chez de Havilland. En juillet 1942, un raid allemand prend pour cible l'usine de Havilland Propellers, mais sans réussir à l'atteindre. L'usine produit 77 000 hélices sur la durée de la guerre.
En 1946, de Havilland Propellers devient juridiquement une société, filiale de de Havilland Aicraft Company. La société développe des hélices de grandes tailles demandées par les nouveaux avions de ligne de cette époque, agissant comme sous-traitant pour le Vickers Viscount et le Bristol Britannia. De Havilland Propellers consacre un important programme de recherche et développement aux hélices contrarotatives et fournit ainsi celles qui équipent le Saunders-Roe SR.45 Princess et le Avro Shackleton.
La compagnie fait une excursion hors du domaine aérospatial en s'intéressant à l'énergie éolienne. En 1950, de Havilland propellers rachète la licence de la turbine éolienne conçue par Jean Andreau. Un prototype est construit au pays de Galles en 1951, mais le projet n'est pas mené plus avant.
De Havilland Propellers se diversifie ensuite dans la construction de fusées et de missiles. En matière de missile air-air, c'est un pionnier en développant le Firestreak : ce missile à guidage infrarouge de première génération est testé pour la première fois (depuis un chasseur Venom) en 1954 et entre en service en 1957.
En matière de missiles stratégiques, c'est le maître d’œuvre du Blue Streak, projet d'un missile balistique à moyenne portée britannique, dont le premier tir d'essai a lieu en 1964. Son déploiement comme arme de dissuasion est abandonné, mais le Blue Streak est utilisé comme premier étage du lanceur Europa. Le développement de ce lanceur, testé plusieurs fois jusqu'en 1971, est cependant un échec.
Après le rachat du groupe de Havilland par Hawker Siddeley, celui-ci réorganise ses filiales, et une nouvelle entité est créée sous le nom Hawker Siddeley Dynamics : elle réunit de Havilland Propellers avec les activités missiles et équipements aéronautiques d'autres entreprises du groupe. De même, après la fusion donnant naissance à British Aerospace, Hawker Siddeley Dynamics est à son tour intégré à British Aerospace Dynamics en 1978. Le site de Lostock reste une usine importante pour la production de missile au sein de BAe dynamics puis de MBDA. L'usine déménage vers de nouveau locaux (toujours à Bolton) en 2018.

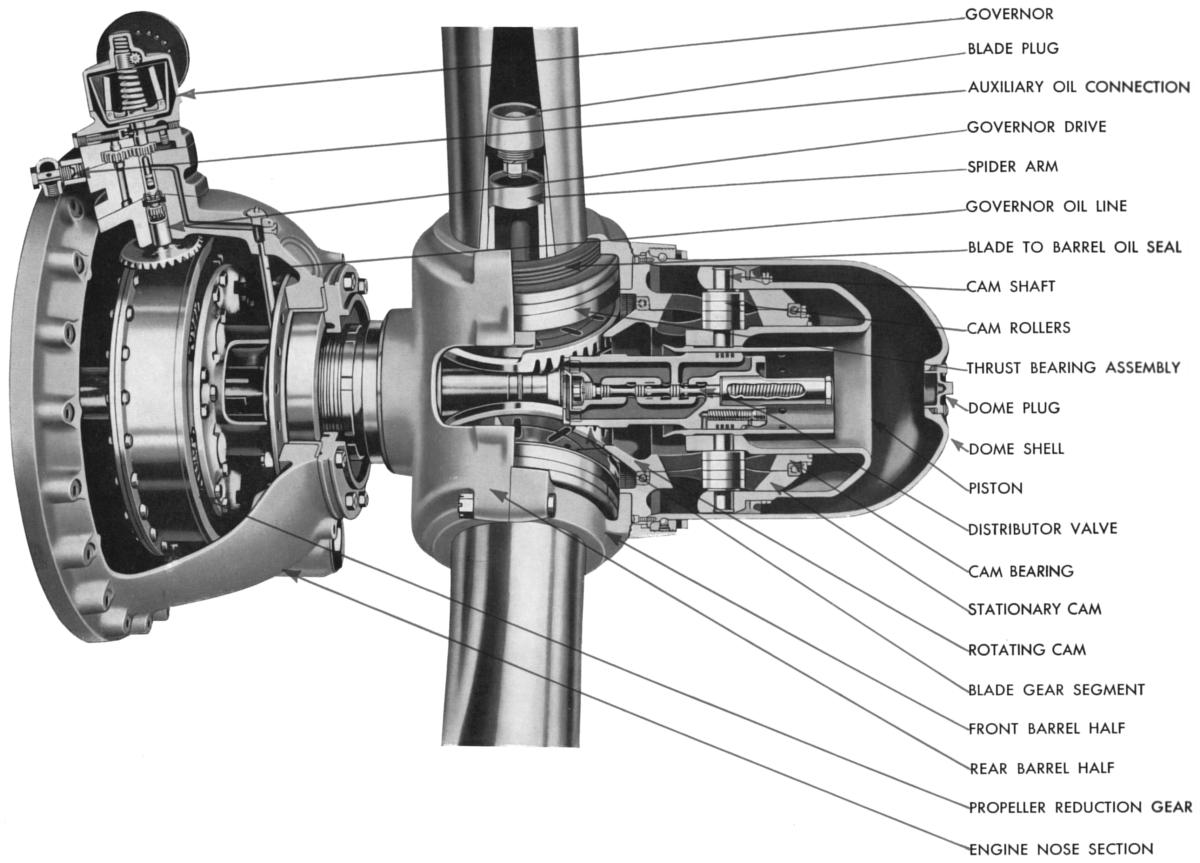
Le mécanisme inventé par Hamilton Standard.
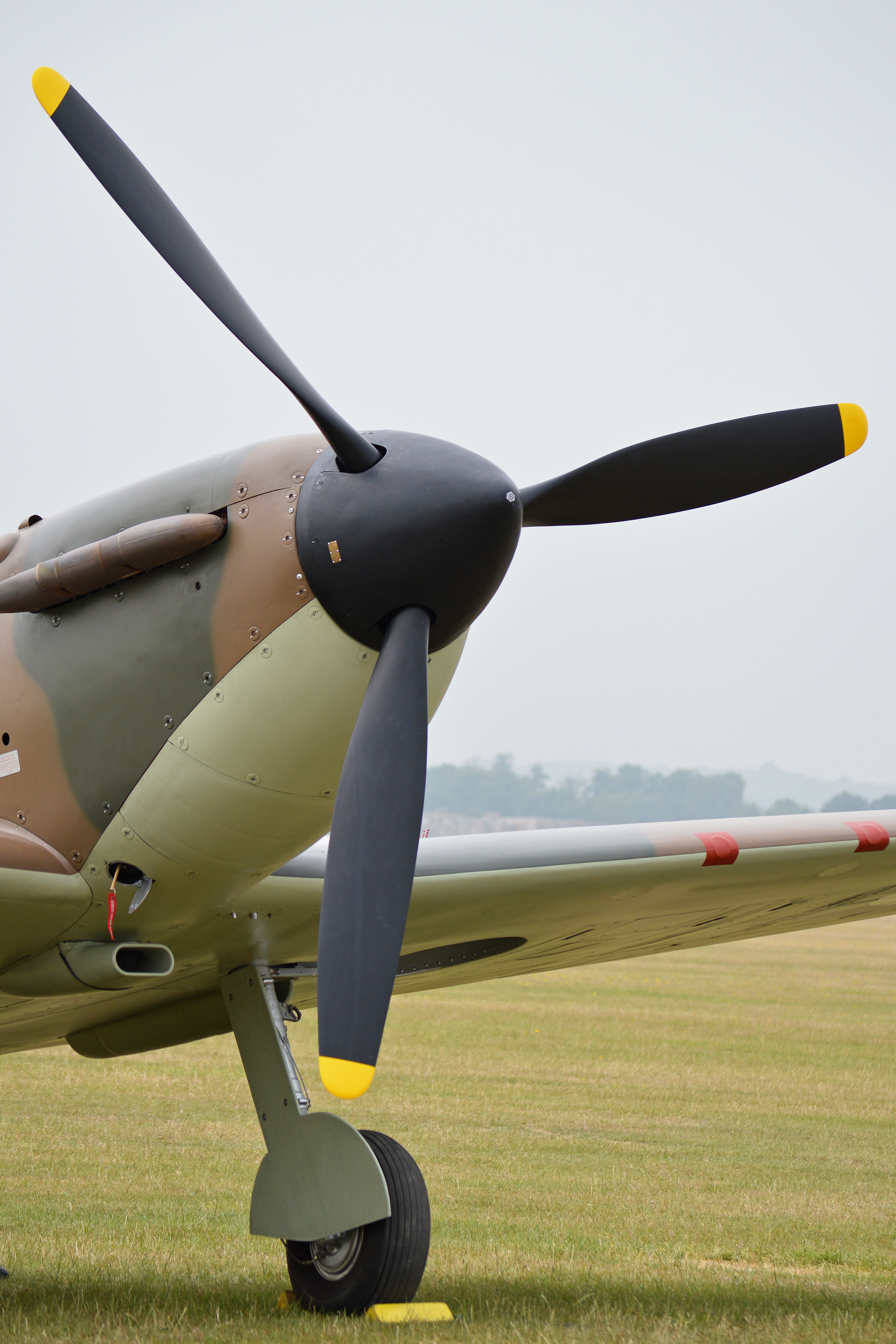
Une hélice de Havilland sur un Spitfire Mk I.
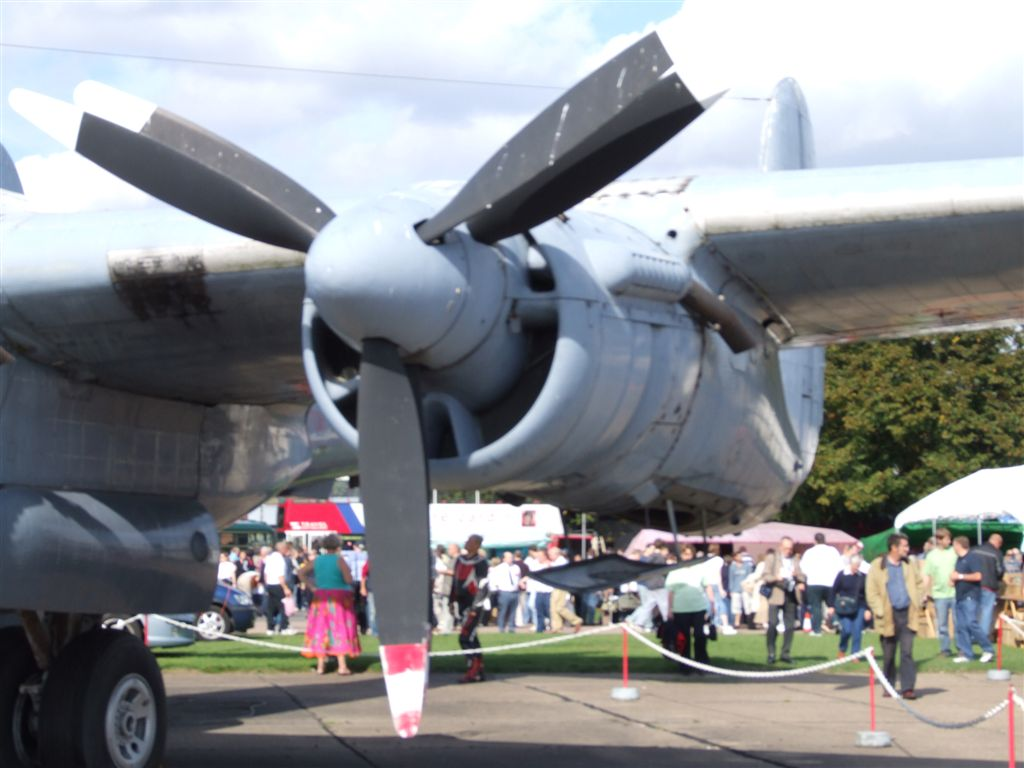
Les hélices contrarotatives d'un Shacketon.
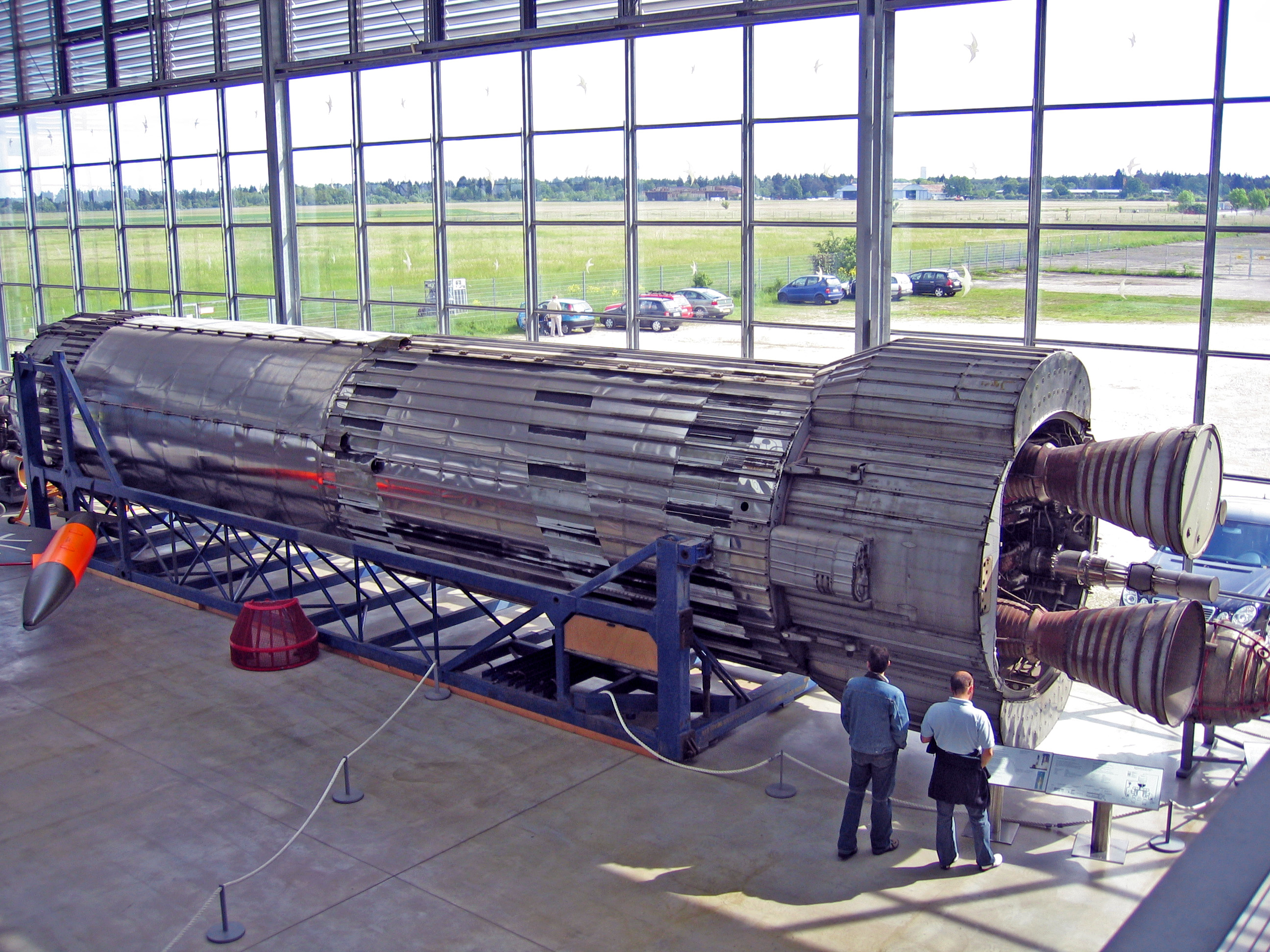
Le missile Blue Streak.

## Postérité

### Musée

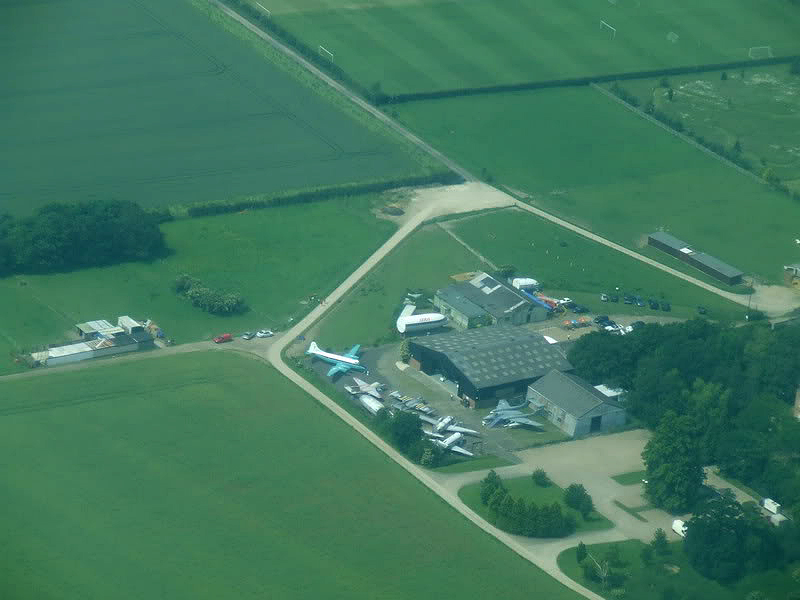
Vue aérienne du musée.

Le De Havilland Aircraft Museum, à Shenley au nord de Londres, à proximité immédiate de Hatfield, commémore l'histoire du constructeur. Le musée occupe le Hall de Salisbury, dans lequel ont été construits les prototypes du Mosquito. Il ouvre au public en 1959, ce qui en fait le plus ancien musée de l'air britannique. Il possède au moins un exemplaire de chaque type d'avion marquant l'histoire de la compagnie, ainsi qu'une collection de moteurs. Depuis 1983, il est géré par une organisation à but non lucratif.

### Campus universitaire

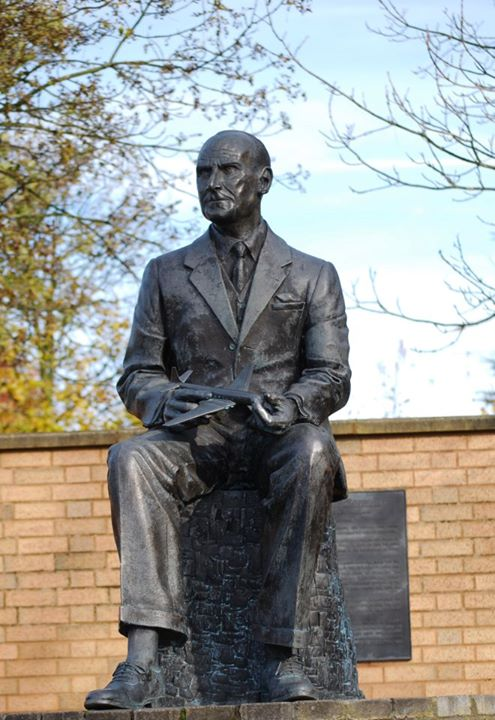
Statue de Geoffrey de Havilland, avec une maquette de Comet, sur le campus portant son nom.

L'un des deux campus de l'université du Hertfordshire porte le nom de Havilland. Il est installé sur le site de Hatfield, et est issu du centre de formation technique en aéronautique qui a ouvert en 1952 sur une parcelle de terrain cédée par de Havilland, à proximité de son usine. L'établissement a acquis le statut d'université en 1992.